# Lista de asteroides (292001-293000)
Esta é uma lista parcial de asteroides, do asteroide número 292001 até o 293000, inclusive. Veja também o índice com todas as listas disponíveis.

| Objeto Próximos à Terra | Cinturão de asteroides (interno) | Cinturão de asteroides (externo) | Centauro       |
| Cruzador de Marte       | Cinturão de asteroides (meio)    | Troianos de Júpiter              | Transnetuniano |

Veja mais dados de cada asteroide na ligação externa para o Minor Planet Center na última coluna.
Índice: 292001... 292101... 292201... 292301... 292401... 292501... 292601... 292701... 292801... 292901... 

## 292001–292100
| Designação       | Designação | Descoberta  | Descoberta    | Descobridor(es) | Categoria | Mais informações / Referência |
| Permanente       | Provisória | Data        | Local         | Descobridor(es) | Categoria | Mais informações / Referência |
| ---------------- | ---------- | ----------- | ------------- | --------------- | --------- | ----------------------------- |
| 292001           | 2006 QG117 | 27 ago 2006 | Anderson Mesa | LONEOS          | —         | MPC                           |
| 292002           | 2006 QJ117 | 27 ago 2006 | Anderson Mesa | LONEOS          | —         | MPC                           |
| 292003           | 2006 QD118 | 27 ago 2006 | Anderson Mesa | LONEOS          | —         | MPC                           |
| 292004           | 2006 QV120 | 29 ago 2006 | Catalina      | CSS             | —         | MPC                           |
| 292005           | 2006 QS121 | 29 ago 2006 | Catalina      | CSS             | —         | MPC                           |
| 292006           | 2006 QL123 | 29 ago 2006 | Catalina      | CSS             | —         | MPC                           |
| 292007           | 2006 QH124 | 16 ago 2006 | Palomar       | NEAT            | —         | MPC                           |
| 292008           | 2006 QF129 | 17 ago 2006 | Palomar       | NEAT            | —         | MPC                           |
| 292009           | 2006 QO129 | 18 ago 2006 | Anderson Mesa | LONEOS          | —         | MPC                           |
| 292010           | 2006 QK132 | 22 ago 2006 | Palomar       | NEAT            | —         | MPC                           |
| 292011           | 2006 QE133 | 23 ago 2006 | Palomar       | NEAT            | —         | MPC                           |
| 292012           | 2006 QE136 | 29 ago 2006 | Catalina      | CSS             | —         | MPC                           |
| 292013           | 2006 QQ136 | 29 ago 2006 | Catalina      | CSS             | —         | MPC                           |
| 292014           | 2006 QH144 | 26 ago 2006 | Reedy Creek   | J. Broughton    | —         | MPC                           |
| 292015           | 2006 QH145 | 18 ago 2006 | Kitt Peak     | Spacewatch      | —         | MPC                           |
| 292016           | 2006 QU145 | 18 ago 2006 | Kitt Peak     | Spacewatch      | —         | MPC                           |
| 292017           | 2006 QH147 | 18 ago 2006 | Kitt Peak     | Spacewatch      | —         | MPC                           |
| 292018           | 2006 QG149 | 18 ago 2006 | Kitt Peak     | Spacewatch      | —         | MPC                           |
| 292019           | 2006 QP149 | 18 ago 2006 | Kitt Peak     | Spacewatch      | —         | MPC                           |
| 292020           | 2006 QP150 | 19 ago 2006 | Kitt Peak     | Spacewatch      | —         | MPC                           |
| 292021           | 2006 QE152 | 19 ago 2006 | Kitt Peak     | Spacewatch      | —         | MPC                           |
| 292022           | 2006 QG152 | 19 ago 2006 | Kitt Peak     | Spacewatch      | Themis    | MPC                           |
| 292023           | 2006 QL155 | 18 ago 2006 | Palomar       | NEAT            | Phocaea   | MPC                           |
| 292024           | 2006 QZ155 | 19 ago 2006 | Kitt Peak     | Spacewatch      | —         | MPC                           |
| 292025           | 2006 QB156 | 19 ago 2006 | Kitt Peak     | Spacewatch      | —         | MPC                           |
| 292026           | 2006 QV160 | 19 ago 2006 | Kitt Peak     | Spacewatch      | —         | MPC                           |
| 292027           | 2006 QP161 | 19 ago 2006 | Kitt Peak     | Spacewatch      | —         | MPC                           |
| 292028           | 2006 QT162 | 21 ago 2006 | Kitt Peak     | Spacewatch      | —         | MPC                           |
| 292029           | 2006 QM165 | 29 ago 2006 | Catalina      | CSS             | —         | MPC                           |
| 292030           | 2006 QN165 | 29 ago 2006 | Catalina      | CSS             | —         | MPC                           |
| 292031           | 2006 QR165 | 15 out 2001 | Kitt Peak     | Spacewatch      | Brangane  | MPC                           |
| 292032           | 2006 QN168 | 30 ago 2006 | Anderson Mesa | LONEOS          | —         | MPC                           |
| 292033           | 2006 QO168 | 30 ago 2006 | Anderson Mesa | LONEOS          | —         | MPC                           |
| 292034           | 2006 QQ168 | 30 ago 2006 | Anderson Mesa | LONEOS          | —         | MPC                           |
| 292035           | 2006 QS168 | 30 ago 2006 | Anderson Mesa | LONEOS          | —         | MPC                           |
| 292036           | 2006 QR169 | 27 ago 2006 | Anderson Mesa | LONEOS          | —         | MPC                           |
| 292037           | 2006 QN176 | 22 ago 2006 | Cerro Tololo  | M. W. Buie      | Meliboea  | MPC                           |
| 292038           | 2006 QU178 | 21 ago 2006 | Kitt Peak     | Spacewatch      | —         | MPC                           |
| 292039           | 2006 QP182 | 28 ago 2006 | Apache Point  | A. C. Becker    | Brangane  | MPC                           |
| 292040           | 2006 QW182 | 19 ago 2006 | Kitt Peak     | Spacewatch      | —         | MPC                           |
| 292041           | 2006 QL183 | 28 ago 2006 | Kitt Peak     | Spacewatch      | —         | MPC                           |
| 292042           | 2006 QM183 | 28 ago 2006 | Kitt Peak     | Spacewatch      | —         | MPC                           |
| 292043           | 2006 QN183 | 28 ago 2006 | Catalina      | CSS             | —         | MPC                           |
| 292044           | 2006 QX184 | 18 ago 2006 | Kitt Peak     | Spacewatch      | —         | MPC                           |
| 292045           | 2006 QY184 | 18 ago 2006 | Kitt Peak     | Spacewatch      | —         | MPC                           |
| 292046           | 2006 QM185 | 28 ago 2006 | Kitt Peak     | Spacewatch      | —         | MPC                           |
| 292047           | 2006 QZ185 | 28 ago 2006 | Catalina      | CSS             | —         | MPC                           |
| 292048           | 2006 QE187 | 29 ago 2006 | Kitt Peak     | Spacewatch      | —         | MPC                           |
| 292049           | 2006 QF187 | 29 ago 2006 | Kitt Peak     | Spacewatch      | —         | MPC                           |
| 292050           | 2006 RX1   | 13 set 2006 | Eskridge      | Farpoint Obs.   | —         | MPC                           |
| 292051 Bohlender | 2006 RD3   | 14 set 2006 | Mauna Kea     | D. D. Balam     | —         | MPC                           |
| 292052           | 2006 RC4   | 12 set 2006 | Catalina      | CSS             | —         | MPC                           |
| 292053           | 2006 RG5   | 14 set 2006 | Catalina      | CSS             | —         | MPC                           |
| 292054           | 2006 RN5   | 14 set 2006 | Catalina      | CSS             | —         | MPC                           |
| 292055           | 2006 RE6   | 14 set 2006 | Catalina      | CSS             | —         | MPC                           |
| 292056           | 2006 RZ6   | 14 set 2006 | Catalina      | CSS             | —         | MPC                           |
| 292057           | 2006 RF8   | 12 set 2006 | Catalina      | CSS             | —         | MPC                           |
| 292058           | 2006 RL8   | 12 set 2006 | Catalina      | CSS             | —         | MPC                           |
| 292059           | 2006 RR9   | 13 set 2006 | Palomar       | NEAT            | Brangane  | MPC                           |
| 292060           | 2006 RD10  | 13 set 2006 | Palomar       | NEAT            | —         | MPC                           |
| 292061           | 2006 RF10  | 13 set 2006 | Palomar       | NEAT            | —         | MPC                           |
| 292062           | 2006 RW10  | 12 set 2006 | Catalina      | CSS             | —         | MPC                           |
| 292063           | 2006 RB12  | 13 set 2006 | Palomar       | NEAT            | —         | MPC                           |
| 292064           | 2006 RS12  | 14 set 2006 | Kitt Peak     | Spacewatch      | —         | MPC                           |
| 292065           | 2006 RS13  | 14 set 2006 | Kitt Peak     | Spacewatch      | —         | MPC                           |
| 292066           | 2006 RE15  | 14 set 2006 | Kitt Peak     | Spacewatch      | —         | MPC                           |
| 292067           | 2006 RF16  | 14 set 2006 | Palomar       | NEAT            | —         | MPC                           |
| 292068           | 2006 RP16  | 14 set 2006 | Catalina      | CSS             | —         | MPC                           |
| 292069           | 2006 RP17  | 14 set 2006 | Catalina      | CSS             | —         | MPC                           |
| 292070           | 2006 RH18  | 14 set 2006 | Kitt Peak     | Spacewatch      | —         | MPC                           |
| 292071           | 2006 RP18  | 14 set 2006 | Catalina      | CSS             | —         | MPC                           |
| 292072           | 2006 RX18  | 14 set 2006 | Palomar       | NEAT            | —         | MPC                           |
| 292073           | 2006 RW20  | 15 set 2006 | Kitt Peak     | Spacewatch      | —         | MPC                           |
| 292074           | 2006 RB21  | 15 set 2006 | Kitt Peak     | Spacewatch      | —         | MPC                           |
| 292075           | 2006 RL21  | 15 set 2006 | Kitt Peak     | Spacewatch      | —         | MPC                           |
| 292076           | 2006 RN21  | 15 set 2006 | Kitt Peak     | Spacewatch      | —         | MPC                           |
| 292077           | 2006 RC24  | 13 set 2006 | Palomar       | NEAT            | —         | MPC                           |
| 292078           | 2006 RF26  | 14 set 2006 | Palomar       | NEAT            | —         | MPC                           |
| 292079           | 2006 RN26  | 14 set 2006 | Kitt Peak     | Spacewatch      | —         | MPC                           |
| 292080           | 2006 RA33  | 15 set 2006 | Kitt Peak     | Spacewatch      | —         | MPC                           |
| 292081           | 2006 RJ33  | 12 set 2006 | Catalina      | CSS             | —         | MPC                           |
| 292082           | 2006 RU33  | 12 set 2006 | Catalina      | CSS             | —         | MPC                           |
| 292083           | 2006 RB34  | 12 set 2006 | Catalina      | CSS             | —         | MPC                           |
| 292084           | 2006 RH34  | 12 set 2006 | Catalina      | CSS             | —         | MPC                           |
| 292085           | 2006 RS34  | 13 set 2006 | Palomar       | NEAT            | —         | MPC                           |
| 292086           | 2006 RT34  | 13 set 2006 | Palomar       | NEAT            | —         | MPC                           |
| 292087           | 2006 RW34  | 14 set 2006 | Palomar       | NEAT            | —         | MPC                           |
| 292088           | 2006 RN35  | 14 set 2006 | Palomar       | NEAT            | —         | MPC                           |
| 292089           | 2006 RO35  | 14 set 2006 | Palomar       | NEAT            | —         | MPC                           |
| 292090           | 2006 RT35  | 14 set 2006 | Palomar       | NEAT            | —         | MPC                           |
| 292091           | 2006 RC37  | 12 set 2006 | Catalina      | CSS             | —         | MPC                           |
| 292092           | 2006 RT39  | 12 set 2006 | Catalina      | CSS             | —         | MPC                           |
| 292093           | 2006 RB40  | 12 set 2006 | Catalina      | CSS             | Eos       | MPC                           |
| 292094           | 2006 RS42  | 14 set 2006 | Kitt Peak     | Spacewatch      | —         | MPC                           |
| 292095           | 2006 RX43  | 14 set 2006 | Kitt Peak     | Spacewatch      | —         | MPC                           |
| 292096           | 2006 RV44  | 14 set 2006 | Kitt Peak     | Spacewatch      | —         | MPC                           |
| 292097           | 2006 RD46  | 14 set 2006 | Kitt Peak     | Spacewatch      | —         | MPC                           |
| 292098           | 2006 RO46  | 14 set 2006 | Kitt Peak     | Spacewatch      | —         | MPC                           |
| 292099           | 2006 RC47  | 14 set 2006 | Kitt Peak     | Spacewatch      | Mitidika  | MPC                           |
| 292100           | 2006 RJ48  | 14 set 2006 | Catalina      | CSS             | —         | MPC                           |

## 292101–292200
| Designação          | Designação | Descoberta  | Descoberta      | Descobridor(es)      | Categoria | Mais informações / Referência |
| Permanente          | Provisória | Data        | Local           | Descobridor(es)      | Categoria | Mais informações / Referência |
| ------------------- | ---------- | ----------- | --------------- | -------------------- | --------- | ----------------------------- |
| 292101              | 2006 RV49  | 14 set 2006 | Kitt Peak       | Spacewatch           | —         | MPC                           |
| 292102              | 2006 RE50  | 14 set 2006 | Kitt Peak       | Spacewatch           | —         | MPC                           |
| 292103              | 2006 RM50  | 14 set 2006 | Kitt Peak       | Spacewatch           | —         | MPC                           |
| 292104              | 2006 RS50  | 14 set 2006 | Kitt Peak       | Spacewatch           | —         | MPC                           |
| 292105              | 2006 RD53  | 14 set 2006 | Kitt Peak       | Spacewatch           | Mitidika  | MPC                           |
| 292106              | 2006 RP54  | 14 set 2006 | Kitt Peak       | Spacewatch           | —         | MPC                           |
| 292107              | 2006 RY54  | 14 set 2006 | Kitt Peak       | Spacewatch           | Brangane  | MPC                           |
| 292108              | 2006 RP55  | 14 set 2006 | Kitt Peak       | Spacewatch           | —         | MPC                           |
| 292109              | 2006 RJ56  | 14 set 2006 | Kitt Peak       | Spacewatch           | —         | MPC                           |
| 292110              | 2006 RK56  | 14 set 2006 | Kitt Peak       | Spacewatch           | —         | MPC                           |
| 292111              | 2006 RZ56  | 14 set 2006 | Kitt Peak       | Spacewatch           | —         | MPC                           |
| 292112              | 2006 RM57  | 15 set 2006 | Kitt Peak       | Spacewatch           | —         | MPC                           |
| 292113              | 2006 RT58  | 15 set 2006 | Kitt Peak       | Spacewatch           | —         | MPC                           |
| 292114              | 2006 RB59  | 15 set 2006 | Kitt Peak       | Spacewatch           | —         | MPC                           |
| 292115              | 2006 RO59  | 15 set 2006 | Kitt Peak       | Spacewatch           | —         | MPC                           |
| 292116              | 2006 RQ59  | 15 set 2006 | Kitt Peak       | Spacewatch           | —         | MPC                           |
| 292117              | 2006 RR60  | 13 set 2006 | Palomar         | NEAT                 | —         | MPC                           |
| 292118              | 2006 RR63  | 14 set 2006 | Catalina        | CSS                  | —         | MPC                           |
| 292119              | 2006 RX63  | 12 set 2006 | Catalina        | CSS                  | —         | MPC                           |
| 292120              | 2006 RO64  | 13 set 2006 | Palomar         | NEAT                 | —         | MPC                           |
| 292121              | 2006 RN66  | 14 set 2006 | Kitt Peak       | Spacewatch           | —         | MPC                           |
| 292122              | 2006 RP67  | 15 set 2006 | Kitt Peak       | Spacewatch           | —         | MPC                           |
| 292123              | 2006 RA68  | 15 set 2006 | Kitt Peak       | Spacewatch           | —         | MPC                           |
| 292124              | 2006 RJ71  | 15 set 2006 | Kitt Peak       | Spacewatch           | —         | MPC                           |
| 292125              | 2006 RW71  | 15 set 2006 | Kitt Peak       | Spacewatch           | —         | MPC                           |
| 292126              | 2006 RT72  | 15 set 2006 | Kitt Peak       | Spacewatch           | —         | MPC                           |
| 292127              | 2006 RK73  | 15 set 2006 | Kitt Peak       | Spacewatch           | —         | MPC                           |
| 292128              | 2006 RF74  | 15 set 2006 | Kitt Peak       | Spacewatch           | —         | MPC                           |
| 292129              | 2006 RS74  | 15 set 2006 | Kitt Peak       | Spacewatch           | —         | MPC                           |
| 292130              | 2006 RB75  | 15 set 2006 | Kitt Peak       | Spacewatch           | —         | MPC                           |
| 292131              | 2006 RN75  | 15 set 2006 | Kitt Peak       | Spacewatch           | —         | MPC                           |
| 292132              | 2006 RT76  | 15 set 2006 | Kitt Peak       | Spacewatch           | —         | MPC                           |
| 292133              | 2006 RY76  | 15 set 2006 | Kitt Peak       | Spacewatch           | —         | MPC                           |
| 292134              | 2006 RZ76  | 15 set 2006 | Kitt Peak       | Spacewatch           | —         | MPC                           |
| 292135              | 2006 RP80  | 15 set 2006 | Kitt Peak       | Spacewatch           | —         | MPC                           |
| 292136              | 2006 RB81  | 15 set 2006 | Kitt Peak       | Spacewatch           | Maria     | MPC                           |
| 292137              | 2006 RH81  | 15 set 2006 | Kitt Peak       | Spacewatch           | —         | MPC                           |
| 292138              | 2006 RN81  | 15 set 2006 | Kitt Peak       | Spacewatch           | —         | MPC                           |
| 292139              | 2006 RJ82  | 15 set 2006 | Kitt Peak       | Spacewatch           | —         | MPC                           |
| 292140              | 2006 RH83  | 15 set 2006 | Kitt Peak       | Spacewatch           | —         | MPC                           |
| 292141              | 2006 RG84  | 15 set 2006 | Kitt Peak       | Spacewatch           | —         | MPC                           |
| 292142              | 2006 RB87  | 15 set 2006 | Kitt Peak       | Spacewatch           | —         | MPC                           |
| 292143              | 2006 RD87  | 15 set 2006 | Kitt Peak       | Spacewatch           | Ursula    | MPC                           |
| 292144              | 2006 RB88  | 15 set 2006 | Kitt Peak       | Spacewatch           | Mitidika  | MPC                           |
| 292145              | 2006 RF90  | 15 set 2006 | Kitt Peak       | Spacewatch           | —         | MPC                           |
| 292146              | 2006 RV91  | 15 set 2006 | Kitt Peak       | Spacewatch           | —         | MPC                           |
| 292147              | 2006 RL93  | 15 set 2006 | Kitt Peak       | Spacewatch           | —         | MPC                           |
| 292148              | 2006 RH94  | 15 set 2006 | Kitt Peak       | Spacewatch           | —         | MPC                           |
| 292149              | 2006 RX94  | 15 set 2006 | Kitt Peak       | Spacewatch           | —         | MPC                           |
| 292150              | 2006 RZ94  | 15 set 2006 | Kitt Peak       | Spacewatch           | Ursula    | MPC                           |
| 292151              | 2006 RC95  | 15 set 2006 | Kitt Peak       | Spacewatch           | —         | MPC                           |
| 292152              | 2006 RO96  | 15 set 2006 | Kitt Peak       | Spacewatch           | —         | MPC                           |
| 292153              | 2006 RZ97  | 13 set 2006 | Palomar         | NEAT                 | —         | MPC                           |
| 292154              | 2006 RG100 | 14 set 2006 | Catalina        | CSS                  | —         | MPC                           |
| 292155              | 2006 RN102 | 14 set 2006 | Catalina        | CSS                  | Brangane  | MPC                           |
| 292156              | 2006 RN103 | 15 set 2006 | Kitt Peak       | Spacewatch           | —         | MPC                           |
| 292157              | 2006 RT103 | 11 set 2006 | Apache Point    | A. C. Becker         | —         | MPC                           |
| 292158              | 2006 RB104 | 11 set 2006 | Apache Point    | A. C. Becker         | —         | MPC                           |
| 292159 Jongoldstein | 2006 RU105 | 14 set 2006 | Mauna Kea       | J. Masiero           | —         | MPC                           |
| 292160 Davefask     | 2006 RG107 | 14 set 2006 | Mauna Kea       | J. Masiero           | —         | MPC                           |
| 292161              | 2006 RQ120 | 15 set 2006 | Kitt Peak       | Spacewatch           | —         | MPC                           |
| 292162              | 2006 SO    | 16 set 2006 | Catalina        | CSS                  | Brangane  | MPC                           |
| 292163              | 2006 SD3   | 16 set 2006 | Socorro         | LINEAR               | —         | MPC                           |
| 292164              | 2006 SM4   | 16 set 2006 | Catalina        | CSS                  | Brangane  | MPC                           |
| 292165              | 2006 SC6   | 16 set 2006 | Siding Spring   | SSS                  | —         | MPC                           |
| 292166              | 2006 SV7   | 16 set 2006 | Socorro         | LINEAR               | —         | MPC                           |
| 292167              | 2006 SG9   | 16 set 2006 | Catalina        | CSS                  | —         | MPC                           |
| 292168              | 2006 SS9   | 16 set 2006 | Kitt Peak       | Spacewatch           | —         | MPC                           |
| 292169              | 2006 SA11  | 16 set 2006 | Catalina        | CSS                  | —         | MPC                           |
| 292170              | 2006 SP11  | 16 set 2006 | Socorro         | LINEAR               | —         | MPC                           |
| 292171              | 2006 SR12  | 16 set 2006 | Palomar         | NEAT                 | —         | MPC                           |
| 292172              | 2006 SU12  | 16 set 2006 | Palomar         | NEAT                 | —         | MPC                           |
| 292173              | 2006 SN13  | 17 set 2006 | Socorro         | LINEAR               | —         | MPC                           |
| 292174              | 2006 SM15  | 17 set 2006 | Catalina        | CSS                  | —         | MPC                           |
| 292175              | 2006 ST15  | 17 set 2006 | Catalina        | CSS                  | —         | MPC                           |
| 292176              | 2006 SW15  | 17 set 2006 | Catalina        | CSS                  | —         | MPC                           |
| 292177              | 2006 SD17  | 17 set 2006 | Kitt Peak       | Spacewatch           | —         | MPC                           |
| 292178              | 2006 SF18  | 17 set 2006 | Kitt Peak       | Spacewatch           | —         | MPC                           |
| 292179              | 2006 SW18  | 17 set 2006 | Kitt Peak       | Spacewatch           | —         | MPC                           |
| 292180              | 2006 SZ18  | 17 set 2006 | Kitt Peak       | Spacewatch           | —         | MPC                           |
| 292181              | 2006 SZ19  | 19 set 2006 | La Sagra        | Mallorca Obs.        | Brangane  | MPC                           |
| 292182              | 2006 SB20  | 18 set 2006 | Calvin-Rehoboth | Calvin–Rehoboth Obs. | —         | MPC                           |
| 292183              | 2006 SM20  | 19 set 2006 | Eskridge        | Farpoint Obs.        | —         | MPC                           |
| 292184              | 2006 SP21  | 17 set 2006 | Catalina        | CSS                  | —         | MPC                           |
| 292185              | 2006 SA22  | 17 set 2006 | Catalina        | CSS                  | —         | MPC                           |
| 292186              | 2006 SG22  | 17 set 2006 | Anderson Mesa   | LONEOS               | —         | MPC                           |
| 292187              | 2006 SN25  | 16 set 2006 | Anderson Mesa   | LONEOS               | —         | MPC                           |
| 292188              | 2006 SW27  | 17 set 2006 | Kitt Peak       | Spacewatch           | —         | MPC                           |
| 292189              | 2006 SN28  | 17 set 2006 | Kitt Peak       | Spacewatch           | Brangane  | MPC                           |
| 292190              | 2006 SZ30  | 17 set 2006 | Kitt Peak       | Spacewatch           | —         | MPC                           |
| 292191              | 2006 SM31  | 17 set 2006 | Socorro         | LINEAR               | —         | MPC                           |
| 292192              | 2006 SZ31  | 17 set 2006 | Kitt Peak       | Spacewatch           | —         | MPC                           |
| 292193              | 2006 ST32  | 17 set 2006 | Kitt Peak       | Spacewatch           | —         | MPC                           |
| 292194              | 2006 SY32  | 17 set 2006 | Kitt Peak       | Spacewatch           | —         | MPC                           |
| 292195              | 2006 SE33  | 17 set 2006 | Catalina        | CSS                  | —         | MPC                           |
| 292196              | 2006 SK33  | 17 set 2006 | Catalina        | CSS                  | —         | MPC                           |
| 292197              | 2006 SD34  | 17 set 2006 | Catalina        | CSS                  | —         | MPC                           |
| 292198              | 2006 SK34  | 17 set 2006 | Catalina        | CSS                  | —         | MPC                           |
| 292199              | 2006 SM34  | 17 set 2006 | Catalina        | CSS                  | —         | MPC                           |
| 292200              | 2006 SS34  | 17 set 2006 | Catalina        | CSS                  | —         | MPC                           |

## 292201–292300
| Designação | Designação | Descoberta  | Descoberta      | Descobridor(es)        | Categoria | Mais informações / Referência |
| Permanente | Provisória | Data        | Local           | Descobridor(es)        | Categoria | Mais informações / Referência |
| ---------- | ---------- | ----------- | --------------- | ---------------------- | --------- | ----------------------------- |
| 292201     | 2006 SV34  | 17 set 2006 | Kitt Peak       | Spacewatch             | —         | MPC                           |
| 292202     | 2006 SY34  | 17 set 2006 | Kitt Peak       | Spacewatch             | —         | MPC                           |
| 292203     | 2006 SA35  | 17 set 2006 | Kitt Peak       | Spacewatch             | —         | MPC                           |
| 292204     | 2006 SB35  | 17 set 2006 | Kitt Peak       | Spacewatch             | —         | MPC                           |
| 292205     | 2006 SL35  | 17 set 2006 | Anderson Mesa   | LONEOS                 | —         | MPC                           |
| 292206     | 2006 SO35  | 17 set 2006 | Kitt Peak       | Spacewatch             | —         | MPC                           |
| 292207     | 2006 SC36  | 17 set 2006 | Anderson Mesa   | LONEOS                 | —         | MPC                           |
| 292208     | 2006 SX36  | 17 set 2006 | Kitt Peak       | Spacewatch             | —         | MPC                           |
| 292209     | 2006 SY36  | 17 set 2006 | Kitt Peak       | Spacewatch             | —         | MPC                           |
| 292210     | 2006 SR38  | 18 set 2006 | Kitt Peak       | Spacewatch             | Ursula    | MPC                           |
| 292211     | 2006 SX41  | 18 set 2006 | Anderson Mesa   | LONEOS                 | —         | MPC                           |
| 292212     | 2006 SL42  | 18 set 2006 | Kitt Peak       | Spacewatch             | Mitidika  | MPC                           |
| 292213     | 2006 SS42  | 18 set 2006 | Catalina        | CSS                    | —         | MPC                           |
| 292214     | 2006 SP43  | 16 set 2006 | Catalina        | CSS                    | —         | MPC                           |
| 292215     | 2006 SC46  | 18 set 2006 | Anderson Mesa   | LONEOS                 | —         | MPC                           |
| 292216     | 2006 SJ46  | 18 set 2006 | Kitt Peak       | Spacewatch             | —         | MPC                           |
| 292217     | 2006 SB48  | 19 set 2006 | Kitt Peak       | Spacewatch             | —         | MPC                           |
| 292218     | 2006 SC49  | 18 set 2006 | Kitt Peak       | Spacewatch             | —         | MPC                           |
| 292219     | 2006 SE49  | 19 set 2006 | Anderson Mesa   | LONEOS                 | —         | MPC                           |
| 292220     | 2006 SU49  | 20 set 2006 | Kitt Peak       | Spacewatch             | —         | MPC                           |
| 292221     | 2006 SQ50  | 16 set 2006 | Catalina        | CSS                    | —         | MPC                           |
| 292222     | 2006 SX50  | 17 set 2006 | Anderson Mesa   | LONEOS                 | —         | MPC                           |
| 292223     | 2006 SN51  | 17 set 2006 | Anderson Mesa   | LONEOS                 | Brangane  | MPC                           |
| 292224     | 2006 SW53  | 16 set 2006 | Catalina        | CSS                    | —         | MPC                           |
| 292225     | 2006 SS55  | 18 set 2006 | Catalina        | CSS                    | —         | MPC                           |
| 292226     | 2006 SC57  | 18 set 2006 | Calvin-Rehoboth | Calvin–Rehoboth Obs.   | —         | MPC                           |
| 292227     | 2006 ST59  | 17 set 2006 | Catalina        | CSS                    | —         | MPC                           |
| 292228     | 2006 SB60  | 18 set 2006 | Catalina        | CSS                    | —         | MPC                           |
| 292229     | 2006 SL60  | 18 set 2006 | Catalina        | CSS                    | —         | MPC                           |
| 292230     | 2006 SR60  | 18 set 2006 | Catalina        | CSS                    | —         | MPC                           |
| 292231     | 2006 SE62  | 18 set 2006 | Catalina        | CSS                    | —         | MPC                           |
| 292232     | 2006 SY62  | 18 set 2006 | Anderson Mesa   | LONEOS                 | —         | MPC                           |
| 292233     | 2006 SG63  | 19 set 2006 | Anderson Mesa   | LONEOS                 | —         | MPC                           |
| 292234     | 2006 SM64  | 17 set 2006 | Kitt Peak       | Spacewatch             | —         | MPC                           |
| 292235     | 2006 SP64  | 21 set 2006 | San Marcello    | Pistoia Mountains Obs. | —         | MPC                           |
| 292236     | 2006 SK68  | 19 set 2006 | Catalina        | CSS                    | —         | MPC                           |
| 292237     | 2006 SJ69  | 19 set 2006 | Kitt Peak       | Spacewatch             | —         | MPC                           |
| 292238     | 2006 ST69  | 19 set 2006 | Catalina        | CSS                    | —         | MPC                           |
| 292239     | 2006 SN70  | 19 set 2006 | Kitt Peak       | Spacewatch             | —         | MPC                           |
| 292240     | 2006 SG71  | 19 set 2006 | Kitt Peak       | Spacewatch             | —         | MPC                           |
| 292241     | 2006 SJ71  | 19 set 2006 | Kitt Peak       | Spacewatch             | —         | MPC                           |
| 292242     | 2006 SQ72  | 19 set 2006 | Kitt Peak       | Spacewatch             | Juno      | MPC                           |
| 292243     | 2006 SE74  | 19 set 2006 | Kitt Peak       | Spacewatch             | —         | MPC                           |
| 292244     | 2006 SH74  | 19 set 2006 | Kitt Peak       | Spacewatch             | —         | MPC                           |
| 292245     | 2006 SP75  | 19 set 2006 | Kitt Peak       | Spacewatch             | —         | MPC                           |
| 292246     | 2006 SG76  | 19 set 2006 | Kitt Peak       | Spacewatch             | Mitidika  | MPC                           |
| 292247     | 2006 SW77  | 20 set 2006 | Palomar         | NEAT                   | —         | MPC                           |
| 292248     | 2006 SF78  | 22 set 2006 | San Marcello    | Pistoia Mountains Obs. | —         | MPC                           |
| 292249     | 2006 SP80  | 18 set 2006 | Kitt Peak       | Spacewatch             | —         | MPC                           |
| 292250     | 2006 SZ82  | 18 set 2006 | Kitt Peak       | Spacewatch             | —         | MPC                           |
| 292251     | 2006 SP87  | 18 set 2006 | Kitt Peak       | Spacewatch             | —         | MPC                           |
| 292252     | 2006 SS87  | 18 set 2006 | Kitt Peak       | Spacewatch             | —         | MPC                           |
| 292253     | 2006 SO89  | 18 set 2006 | Kitt Peak       | Spacewatch             | —         | MPC                           |
| 292254     | 2006 SP91  | 18 set 2006 | Kitt Peak       | Spacewatch             | —         | MPC                           |
| 292255     | 2006 SQ91  | 18 set 2006 | Kitt Peak       | Spacewatch             | —         | MPC                           |
| 292256     | 2006 SM93  | 18 set 2006 | Kitt Peak       | Spacewatch             | —         | MPC                           |
| 292257     | 2006 SV94  | 18 set 2006 | Kitt Peak       | Spacewatch             | —         | MPC                           |
| 292258     | 2006 SB97  | 18 set 2006 | Kitt Peak       | Spacewatch             | Brangane  | MPC                           |
| 292259     | 2006 SM97  | 18 set 2006 | Kitt Peak       | Spacewatch             | —         | MPC                           |
| 292260     | 2006 SP97  | 18 set 2006 | Kitt Peak       | Spacewatch             | —         | MPC                           |
| 292261     | 2006 SU98  | 18 set 2006 | Kitt Peak       | Spacewatch             | —         | MPC                           |
| 292262     | 2006 SJ99  | 18 set 2006 | Kitt Peak       | Spacewatch             | —         | MPC                           |
| 292263     | 2006 SY99  | 18 set 2006 | Kitt Peak       | Spacewatch             | —         | MPC                           |
| 292264     | 2006 SK101 | 19 set 2006 | Catalina        | CSS                    | —         | MPC                           |
| 292265     | 2006 SX106 | 19 set 2006 | Kitt Peak       | Spacewatch             | —         | MPC                           |
| 292266     | 2006 SZ106 | 19 set 2006 | Kitt Peak       | Spacewatch             | —         | MPC                           |
| 292267     | 2006 SA107 | 19 set 2006 | Kitt Peak       | Spacewatch             | —         | MPC                           |
| 292268     | 2006 SF110 | 20 set 2006 | Socorro         | LINEAR                 | —         | MPC                           |
| 292269     | 2006 SG110 | 20 set 2006 | Anderson Mesa   | LONEOS                 | —         | MPC                           |
| 292270     | 2006 SP110 | 20 set 2006 | Palomar         | NEAT                   | —         | MPC                           |
| 292271     | 2006 SN111 | 22 set 2006 | Anderson Mesa   | LONEOS                 | —         | MPC                           |
| 292272     | 2006 SQ114 | 23 set 2006 | Kitt Peak       | Spacewatch             | Ursula    | MPC                           |
| 292273     | 2006 SH116 | 24 set 2006 | Kitt Peak       | Spacewatch             | Mitidika  | MPC                           |
| 292274     | 2006 SX119 | 18 set 2006 | Catalina        | CSS                    | —         | MPC                           |
| 292275     | 2006 SB120 | 18 set 2006 | Catalina        | CSS                    | —         | MPC                           |
| 292276     | 2006 SK121 | 18 set 2006 | Anderson Mesa   | LONEOS                 | Ursula    | MPC                           |
| 292277     | 2006 SS121 | 19 set 2006 | Eskridge        | Farpoint Obs.          | —         | MPC                           |
| 292278     | 2006 ST125 | 20 set 2006 | Palomar         | NEAT                   | —         | MPC                           |
| 292279     | 2006 SX125 | 20 set 2006 | Palomar         | NEAT                   | —         | MPC                           |
| 292280     | 2006 SE126 | 20 set 2006 | Palomar         | NEAT                   | —         | MPC                           |
| 292281     | 2006 SA128 | 17 set 2006 | Catalina        | CSS                    | —         | MPC                           |
| 292282     | 2006 SB128 | 17 set 2006 | Catalina        | CSS                    | —         | MPC                           |
| 292283     | 2006 SC130 | 19 set 2006 | Anderson Mesa   | LONEOS                 | —         | MPC                           |
| 292284     | 2006 SO130 | 20 set 2006 | Anderson Mesa   | LONEOS                 | —         | MPC                           |
| 292285     | 2006 ST130 | 20 set 2006 | Anderson Mesa   | LONEOS                 | Brangane  | MPC                           |
| 292286     | 2006 SG131 | 25 set 2006 | Eskridge        | Farpoint Obs.          | —         | MPC                           |
| 292287     | 2006 SX132 | 16 set 2006 | Catalina        | CSS                    | —         | MPC                           |
| 292288     | 2006 SF133 | 17 set 2006 | Catalina        | CSS                    | —         | MPC                           |
| 292289     | 2006 SA134 | 17 set 2006 | Catalina        | CSS                    | —         | MPC                           |
| 292290     | 2006 SN134 | 25 set 2006 | Socorro         | LINEAR                 | —         | MPC                           |
| 292291     | 2006 SZ134 | 20 set 2006 | Anderson Mesa   | LONEOS                 | —         | MPC                           |
| 292292     | 2006 SB135 | 20 set 2006 | Palomar         | NEAT                   | —         | MPC                           |
| 292293     | 2006 SC135 | 20 set 2006 | Palomar         | NEAT                   | Brangane  | MPC                           |
| 292294     | 2006 SS137 | 20 set 2006 | Catalina        | CSS                    | —         | MPC                           |
| 292295     | 2006 SA140 | 22 set 2006 | Anderson Mesa   | LONEOS                 | Brangane  | MPC                           |
| 292296     | 2006 SD140 | 22 set 2006 | Catalina        | CSS                    | —         | MPC                           |
| 292297     | 2006 SC143 | 19 set 2006 | Kitt Peak       | Spacewatch             | —         | MPC                           |
| 292298     | 2006 SW143 | 19 set 2006 | Kitt Peak       | Spacewatch             | —         | MPC                           |
| 292299     | 2006 SD144 | 19 set 2006 | Kitt Peak       | Spacewatch             | —         | MPC                           |
| 292300     | 2006 SN144 | 19 set 2006 | Kitt Peak       | Spacewatch             | Brangane  | MPC                           |

## 292301–292400
| Designação | Designação | Descoberta  | Descoberta    | Descobridor(es)     | Categoria | Mais informações / Referência |
| Permanente | Provisória | Data        | Local         | Descobridor(es)     | Categoria | Mais informações / Referência |
| ---------- | ---------- | ----------- | ------------- | ------------------- | --------- | ----------------------------- |
| 292301     | 2006 SQ146 | 19 set 2006 | Kitt Peak     | Spacewatch          | —         | MPC                           |
| 292302     | 2006 ST148 | 19 set 2006 | Kitt Peak     | Spacewatch          | —         | MPC                           |
| 292303     | 2006 SH150 | 19 set 2006 | Kitt Peak     | Spacewatch          | —         | MPC                           |
| 292304     | 2006 SK151 | 19 set 2006 | Kitt Peak     | Spacewatch          | —         | MPC                           |
| 292305     | 2006 SN151 | 19 set 2006 | Kitt Peak     | Spacewatch          | —         | MPC                           |
| 292306     | 2006 SK152 | 19 set 2006 | Kitt Peak     | Spacewatch          | —         | MPC                           |
| 292307     | 2006 SS152 | 19 set 2006 | Kitt Peak     | Spacewatch          | —         | MPC                           |
| 292308     | 2006 SB153 | 20 set 2006 | Palomar       | NEAT                | —         | MPC                           |
| 292309     | 2006 SS154 | 21 set 2006 | Anderson Mesa | LONEOS              | —         | MPC                           |
| 292310     | 2006 SK155 | 22 set 2006 | Catalina      | CSS                 | —         | MPC                           |
| 292311     | 2006 SW155 | 23 set 2006 | Kitt Peak     | Spacewatch          | —         | MPC                           |
| 292312     | 2006 SL158 | 23 set 2006 | Kitt Peak     | Spacewatch          | —         | MPC                           |
| 292313     | 2006 SE159 | 23 set 2006 | Kitt Peak     | Spacewatch          | —         | MPC                           |
| 292314     | 2006 SY159 | 23 set 2006 | Kitt Peak     | Spacewatch          | Ursula    | MPC                           |
| 292315     | 2006 SX161 | 24 set 2006 | Kitt Peak     | Spacewatch          | —         | MPC                           |
| 292316     | 2006 SJ163 | 24 set 2006 | Kitt Peak     | Spacewatch          | —         | MPC                           |
| 292317     | 2006 SG164 | 25 set 2006 | Kitt Peak     | Spacewatch          | Brangane  | MPC                           |
| 292318     | 2006 SW165 | 25 set 2006 | Kitt Peak     | Spacewatch          | —         | MPC                           |
| 292319     | 2006 SA166 | 25 set 2006 | Kitt Peak     | Spacewatch          | —         | MPC                           |
| 292320     | 2006 SN166 | 25 set 2006 | Kitt Peak     | Spacewatch          | —         | MPC                           |
| 292321     | 2006 SK169 | 25 set 2006 | Kitt Peak     | Spacewatch          | —         | MPC                           |
| 292322     | 2006 SQ169 | 25 set 2006 | Kitt Peak     | Spacewatch          | —         | MPC                           |
| 292323     | 2006 SV170 | 25 set 2006 | Kitt Peak     | Spacewatch          | —         | MPC                           |
| 292324     | 2006 SU174 | 25 set 2006 | Mount Lemmon  | Mount Lemmon Survey | —         | MPC                           |
| 292325     | 2006 SQ177 | 25 set 2006 | Kitt Peak     | Spacewatch          | —         | MPC                           |
| 292326     | 2006 SU179 | 25 set 2006 | Kitt Peak     | Spacewatch          | —         | MPC                           |
| 292327     | 2006 SW180 | 25 set 2006 | Mount Lemmon  | Mount Lemmon Survey | —         | MPC                           |
| 292328     | 2006 SX180 | 25 set 2006 | Mount Lemmon  | Mount Lemmon Survey | —         | MPC                           |
| 292329     | 2006 SW181 | 25 set 2006 | Anderson Mesa | LONEOS              | —         | MPC                           |
| 292330     | 2006 SO183 | 25 set 2006 | Mount Lemmon  | Mount Lemmon Survey | —         | MPC                           |
| 292331     | 2006 SQ183 | 25 set 2006 | Mount Lemmon  | Mount Lemmon Survey | Mitidika  | MPC                           |
| 292332     | 2006 SX183 | 25 set 2006 | Kitt Peak     | Spacewatch          | —         | MPC                           |
| 292333     | 2006 SZ184 | 25 set 2006 | Mount Lemmon  | Mount Lemmon Survey | —         | MPC                           |
| 292334     | 2006 SD186 | 25 set 2006 | Mount Lemmon  | Mount Lemmon Survey | —         | MPC                           |
| 292335     | 2006 SG186 | 25 set 2006 | Kitt Peak     | Spacewatch          | —         | MPC                           |
| 292336     | 2006 SW186 | 25 set 2006 | Mount Lemmon  | Mount Lemmon Survey | —         | MPC                           |
| 292337     | 2006 SN188 | 26 set 2006 | Kitt Peak     | Spacewatch          | Mitidika  | MPC                           |
| 292338     | 2006 SC192 | 26 set 2006 | Mount Lemmon  | Mount Lemmon Survey | —         | MPC                           |
| 292339     | 2006 SR192 | 26 set 2006 | Mount Lemmon  | Mount Lemmon Survey | —         | MPC                           |
| 292340     | 2006 SG194 | 26 set 2006 | Kitt Peak     | Spacewatch          | —         | MPC                           |
| 292341     | 2006 SM195 | 26 set 2006 | Kitt Peak     | Spacewatch          | —         | MPC                           |
| 292342     | 2006 ST196 | 26 set 2006 | Kitt Peak     | Spacewatch          | —         | MPC                           |
| 292343     | 2006 SF198 | 25 set 2006 | Moletai       | Molėtai Obs.        | Pallas    | MPC                           |
| 292344     | 2006 SO199 | 24 set 2006 | Kitt Peak     | Spacewatch          | —         | MPC                           |
| 292345     | 2006 SA202 | 24 set 2006 | Kitt Peak     | Spacewatch          | —         | MPC                           |
| 292346     | 2006 SA206 | 25 set 2006 | Anderson Mesa | LONEOS              | —         | MPC                           |
| 292347     | 2006 SE206 | 25 set 2006 | Mount Lemmon  | Mount Lemmon Survey | —         | MPC                           |
| 292348     | 2006 SB211 | 26 set 2006 | Kitt Peak     | Spacewatch          | —         | MPC                           |
| 292349     | 2006 SM211 | 26 set 2006 | Catalina      | CSS                 | —         | MPC                           |
| 292350     | 2006 SA215 | 27 set 2006 | Kitt Peak     | Spacewatch          | —         | MPC                           |
| 292351     | 2006 ST216 | 27 set 2006 | Kitt Peak     | Spacewatch          | —         | MPC                           |
| 292352     | 2006 SU218 | 26 set 2006 | Antares       | ARO                 | —         | MPC                           |
| 292353     | 2006 SB220 | 25 set 2006 | Socorro       | LINEAR              | —         | MPC                           |
| 292354     | 2006 SU221 | 25 set 2006 | Mount Lemmon  | Mount Lemmon Survey | —         | MPC                           |
| 292355     | 2006 SW225 | 26 set 2006 | Kitt Peak     | Spacewatch          | —         | MPC                           |
| 292356     | 2006 SX226 | 26 set 2006 | Kitt Peak     | Spacewatch          | —         | MPC                           |
| 292357     | 2006 SY226 | 26 set 2006 | Kitt Peak     | Spacewatch          | —         | MPC                           |
| 292358     | 2006 SG236 | 26 set 2006 | Mount Lemmon  | Mount Lemmon Survey | —         | MPC                           |
| 292359     | 2006 SJ236 | 26 set 2006 | Mount Lemmon  | Mount Lemmon Survey | —         | MPC                           |
| 292360     | 2006 SB239 | 26 set 2006 | Mount Lemmon  | Mount Lemmon Survey | —         | MPC                           |
| 292361     | 2006 SL240 | 26 set 2006 | Kitt Peak     | Spacewatch          | —         | MPC                           |
| 292362     | 2006 SD241 | 26 set 2006 | Kitt Peak     | Spacewatch          | —         | MPC                           |
| 292363     | 2006 SN243 | 26 set 2006 | Kitt Peak     | Spacewatch          | Mitidika  | MPC                           |
| 292364     | 2006 SR244 | 26 set 2006 | Kitt Peak     | Spacewatch          | —         | MPC                           |
| 292365     | 2006 SB246 | 26 set 2006 | Mount Lemmon  | Mount Lemmon Survey | Mitidika  | MPC                           |
| 292366     | 2006 SY247 | 26 set 2006 | Mount Lemmon  | Mount Lemmon Survey | —         | MPC                           |
| 292367     | 2006 SH248 | 26 set 2006 | Mount Lemmon  | Mount Lemmon Survey | Mitidika  | MPC                           |
| 292368     | 2006 SF249 | 26 set 2006 | Kitt Peak     | Spacewatch          | —         | MPC                           |
| 292369     | 2006 SJ249 | 26 set 2006 | Kitt Peak     | Spacewatch          | —         | MPC                           |
| 292370     | 2006 SK250 | 26 set 2006 | Kitt Peak     | Spacewatch          | —         | MPC                           |
| 292371     | 2006 SM251 | 26 set 2006 | Kitt Peak     | Spacewatch          | —         | MPC                           |
| 292372     | 2006 SE253 | 26 set 2006 | Mount Lemmon  | Mount Lemmon Survey | Brangane  | MPC                           |
| 292373     | 2006 SE255 | 26 set 2006 | Catalina      | CSS                 | —         | MPC                           |
| 292374     | 2006 SU256 | 26 set 2006 | Kitt Peak     | Spacewatch          | —         | MPC                           |
| 292375     | 2006 SA257 | 26 set 2006 | Kitt Peak     | Spacewatch          | —         | MPC                           |
| 292376     | 2006 SF257 | 26 set 2006 | Kitt Peak     | Spacewatch          | —         | MPC                           |
| 292377     | 2006 ST257 | 26 set 2006 | Kitt Peak     | Spacewatch          | —         | MPC                           |
| 292378     | 2006 SD258 | 26 set 2006 | Kitt Peak     | Spacewatch          | —         | MPC                           |
| 292379     | 2006 SQ258 | 26 set 2006 | Kitt Peak     | Spacewatch          | Mitidika  | MPC                           |
| 292380     | 2006 SL259 | 26 set 2006 | Kitt Peak     | Spacewatch          | —         | MPC                           |
| 292381     | 2006 SM261 | 26 set 2006 | Kitt Peak     | Spacewatch          | —         | MPC                           |
| 292382     | 2006 SA262 | 26 set 2006 | Mount Lemmon  | Mount Lemmon Survey | —         | MPC                           |
| 292383     | 2006 SH262 | 26 set 2006 | Mount Lemmon  | Mount Lemmon Survey | —         | MPC                           |
| 292384     | 2006 SC263 | 26 set 2006 | Mount Lemmon  | Mount Lemmon Survey | —         | MPC                           |
| 292385     | 2006 SD265 | 26 set 2006 | Kitt Peak     | Spacewatch          | Brangane  | MPC                           |
| 292386     | 2006 SA266 | 26 set 2006 | Kitt Peak     | Spacewatch          | —         | MPC                           |
| 292387     | 2006 SS266 | 26 set 2006 | Kitt Peak     | Spacewatch          | Ursula    | MPC                           |
| 292388     | 2006 SA267 | 26 set 2006 | Kitt Peak     | Spacewatch          | Brangane  | MPC                           |
| 292389     | 2006 SB267 | 26 set 2006 | Kitt Peak     | Spacewatch          | —         | MPC                           |
| 292390     | 2006 SB268 | 26 set 2006 | Kitt Peak     | Spacewatch          | Ursula    | MPC                           |
| 292391     | 2006 SE268 | 26 set 2006 | Kitt Peak     | Spacewatch          | —         | MPC                           |
| 292392     | 2006 SD269 | 26 set 2006 | Kitt Peak     | Spacewatch          | —         | MPC                           |
| 292393     | 2006 SX269 | 26 set 2006 | Mount Lemmon  | Mount Lemmon Survey | —         | MPC                           |
| 292394     | 2006 SZ269 | 26 set 2006 | Mount Lemmon  | Mount Lemmon Survey | —         | MPC                           |
| 292395     | 2006 SA273 | 27 set 2006 | Mount Lemmon  | Mount Lemmon Survey | —         | MPC                           |
| 292396     | 2006 SW274 | 27 set 2006 | Mount Lemmon  | Mount Lemmon Survey | —         | MPC                           |
| 292397     | 2006 SA275 | 27 set 2006 | Kitt Peak     | Spacewatch          | —         | MPC                           |
| 292398     | 2006 SY277 | 28 set 2006 | Socorro       | LINEAR              | —         | MPC                           |
| 292399     | 2006 SY278 | 28 set 2006 | Kitt Peak     | Spacewatch          | Brangane  | MPC                           |
| 292400     | 2006 SH279 | 28 set 2006 | Kitt Peak     | Spacewatch          | —         | MPC                           |

## 292401–292500
| Designação            | Designação | Descoberta  | Descoberta     | Descobridor(es)       | Categoria | Mais informações / Referência |
| Permanente            | Provisória | Data        | Local          | Descobridor(es)       | Categoria | Mais informações / Referência |
| --------------------- | ---------- | ----------- | -------------- | --------------------- | --------- | ----------------------------- |
| 292401                | 2006 SC281 | 29 set 2006 | Anderson Mesa  | LONEOS                | —         | MPC                           |
| 292402                | 2006 SG283 | 26 set 2006 | Socorro        | LINEAR                | —         | MPC                           |
| 292403                | 2006 SS284 | 28 set 2006 | Socorro        | LINEAR                | —         | MPC                           |
| 292404                | 2006 SW285 | 25 set 2006 | Mount Lemmon   | Mount Lemmon Survey   | —         | MPC                           |
| 292405                | 2006 SZ285 | 17 set 2006 | Kitt Peak      | Spacewatch            | —         | MPC                           |
| 292406                | 2006 SE286 | 19 set 2006 | Catalina       | CSS                   | Eunomia   | MPC                           |
| 292407                | 2006 SF286 | 19 set 2006 | Catalina       | CSS                   | —         | MPC                           |
| 292408                | 2006 SL286 | 19 set 2006 | Catalina       | CSS                   | —         | MPC                           |
| 292409                | 2006 ST287 | 22 set 2006 | Anderson Mesa  | LONEOS                | —         | MPC                           |
| 292410                | 2006 SJ288 | 25 set 2006 | Catalina       | CSS                   | —         | MPC                           |
| 292411                | 2006 SF290 | 30 set 2006 | Catalina       | CSS                   | —         | MPC                           |
| 292412                | 2006 SG290 | 30 set 2006 | Catalina       | CSS                   | —         | MPC                           |
| 292413                | 2006 SN292 | 25 set 2006 | Kitt Peak      | Spacewatch            | Phocaea   | MPC                           |
| 292414                | 2006 SO295 | 25 set 2006 | Kitt Peak      | Spacewatch            | —         | MPC                           |
| 292415                | 2006 SK296 | 25 set 2006 | Kitt Peak      | Spacewatch            | —         | MPC                           |
| 292416                | 2006 SV296 | 25 set 2006 | Kitt Peak      | Spacewatch            | —         | MPC                           |
| 292417                | 2006 SC298 | 25 set 2006 | Mount Lemmon   | Mount Lemmon Survey   | —         | MPC                           |
| 292418                | 2006 SG300 | 26 set 2006 | Catalina       | CSS                   | —         | MPC                           |
| 292419                | 2006 SU302 | 27 set 2006 | Kitt Peak      | Spacewatch            | —         | MPC                           |
| 292420                | 2006 ST304 | 27 set 2006 | Kitt Peak      | Spacewatch            | —         | MPC                           |
| 292421                | 2006 SB305 | 27 set 2006 | Kitt Peak      | Spacewatch            | —         | MPC                           |
| 292422                | 2006 SP306 | 27 set 2006 | Mount Lemmon   | Mount Lemmon Survey   | —         | MPC                           |
| 292423                | 2006 SM311 | 27 set 2006 | Kitt Peak      | Spacewatch            | —         | MPC                           |
| 292424                | 2006 SP313 | 27 set 2006 | Kitt Peak      | Spacewatch            | —         | MPC                           |
| 292425                | 2006 SW313 | 27 set 2006 | Kitt Peak      | Spacewatch            | —         | MPC                           |
| 292426                | 2006 SK315 | 27 set 2006 | Kitt Peak      | Spacewatch            | —         | MPC                           |
| 292427                | 2006 SF321 | 27 set 2006 | Kitt Peak      | Spacewatch            | —         | MPC                           |
| 292428                | 2006 SG321 | 27 set 2006 | Kitt Peak      | Spacewatch            | —         | MPC                           |
| 292429                | 2006 SH322 | 27 set 2006 | Kitt Peak      | Spacewatch            | Mitidika  | MPC                           |
| 292430                | 2006 SA326 | 27 set 2006 | Kitt Peak      | Spacewatch            | —         | MPC                           |
| 292431                | 2006 SD330 | 27 set 2006 | Kitt Peak      | Spacewatch            | —         | MPC                           |
| 292432                | 2006 SU330 | 28 set 2006 | Mount Lemmon   | Mount Lemmon Survey   | —         | MPC                           |
| 292433                | 2006 SV332 | 28 set 2006 | Kitt Peak      | Spacewatch            | Mitidika  | MPC                           |
| 292434                | 2006 SE335 | 28 set 2006 | Kitt Peak      | Spacewatch            | —         | MPC                           |
| 292435                | 2006 SP335 | 28 set 2006 | Kitt Peak      | Spacewatch            | Ursula    | MPC                           |
| 292436                | 2006 SY336 | 28 set 2006 | Kitt Peak      | Spacewatch            | —         | MPC                           |
| 292437                | 2006 SS338 | 28 set 2006 | Kitt Peak      | Spacewatch            | —         | MPC                           |
| 292438                | 2006 SO346 | 28 set 2006 | Kitt Peak      | Spacewatch            | —         | MPC                           |
| 292439                | 2006 SN348 | 28 set 2006 | Kitt Peak      | Spacewatch            | —         | MPC                           |
| 292440                | 2006 SO349 | 29 set 2006 | Anderson Mesa  | LONEOS                | —         | MPC                           |
| 292441                | 2006 SL351 | 30 set 2006 | Catalina       | CSS                   | —         | MPC                           |
| 292442                | 2006 SW351 | 30 set 2006 | Catalina       | CSS                   | —         | MPC                           |
| 292443                | 2006 SB352 | 30 set 2006 | Catalina       | CSS                   | —         | MPC                           |
| 292444                | 2006 SJ353 | 30 set 2006 | Catalina       | CSS                   | —         | MPC                           |
| 292445                | 2006 SY353 | 30 set 2006 | Catalina       | CSS                   | —         | MPC                           |
| 292446                | 2006 SY355 | 30 set 2006 | Catalina       | CSS                   | —         | MPC                           |
| 292447                | 2006 SL357 | 30 set 2006 | Catalina       | CSS                   | —         | MPC                           |
| 292448                | 2006 SN357 | 30 set 2006 | Catalina       | CSS                   | —         | MPC                           |
| 292449                | 2006 SO357 | 30 set 2006 | Mount Lemmon   | Mount Lemmon Survey   | Brangane  | MPC                           |
| 292450                | 2006 SV358 | 30 set 2006 | Catalina       | CSS                   | —         | MPC                           |
| 292451                | 2006 SF359 | 30 set 2006 | Catalina       | CSS                   | —         | MPC                           |
| 292452                | 2006 SU359 | 30 set 2006 | Catalina       | CSS                   | —         | MPC                           |
| 292453                | 2006 SX359 | 30 set 2006 | Junk Bond      | D. Healy              | —         | MPC                           |
| 292454                | 2006 SQ360 | 30 set 2006 | Mount Lemmon   | Mount Lemmon Survey   | —         | MPC                           |
| 292455                | 2006 SX360 | 30 set 2006 | Mount Lemmon   | Mount Lemmon Survey   | —         | MPC                           |
| 292456                | 2006 SR362 | 30 set 2006 | Mount Lemmon   | Mount Lemmon Survey   | —         | MPC                           |
| 292457                | 2006 SW365 | 30 set 2006 | Mount Lemmon   | Mount Lemmon Survey   | —         | MPC                           |
| 292458                | 2006 SE366 | 30 set 2006 | Mount Lemmon   | Mount Lemmon Survey   | —         | MPC                           |
| 292459 Antoniolasciac | 2006 SO366 | 29 set 2006 | Farra d'Isonzo | Farra d'Isonzo        | Brangane  | MPC                           |
| 292460                | 2006 SH372 | 23 set 2006 | Kitt Peak      | Spacewatch            | —         | MPC                           |
| 292461                | 2006 SA373 | 28 set 2006 | Catalina       | CSS                   | Brangane  | MPC                           |
| 292462                | 2006 SZ373 | 16 set 2006 | Apache Point   | A. C. Becker          | —         | MPC                           |
| 292463                | 2006 SN375 | 17 set 2006 | Apache Point   | A. C. Becker          | —         | MPC                           |
| 292464                | 2006 SU375 | 17 set 2006 | Apache Point   | A. C. Becker          | —         | MPC                           |
| 292465                | 2006 SY375 | 17 set 2006 | Apache Point   | A. C. Becker          | —         | MPC                           |
| 292466                | 2006 SX377 | 17 set 2006 | Apache Point   | A. C. Becker          | —         | MPC                           |
| 292467                | 2006 SE378 | 18 set 2006 | Apache Point   | A. C. Becker          | —         | MPC                           |
| 292468                | 2006 SP380 | 27 set 2006 | Apache Point   | A. C. Becker          | —         | MPC                           |
| 292469                | 2006 ST380 | 27 set 2006 | Apache Point   | A. C. Becker          | —         | MPC                           |
| 292470                | 2006 SB382 | 28 set 2006 | Apache Point   | A. C. Becker          | —         | MPC                           |
| 292471                | 2006 SQ387 | 30 set 2006 | Apache Point   | A. C. Becker          | —         | MPC                           |
| 292472                | 2006 SX388 | 30 set 2006 | Apache Point   | A. C. Becker          | —         | MPC                           |
| 292473                | 2006 SS389 | 30 set 2006 | Apache Point   | A. C. Becker          | —         | MPC                           |
| 292474                | 2006 SV390 | 17 set 2006 | Catalina       | CSS                   | —         | MPC                           |
| 292475                | 2006 SF391 | 17 set 2006 | Kitt Peak      | Spacewatch            | —         | MPC                           |
| 292476                | 2006 SB392 | 19 set 2006 | Kitt Peak      | Spacewatch            | —         | MPC                           |
| 292477                | 2006 SD392 | 19 set 2006 | Kitt Peak      | Spacewatch            | —         | MPC                           |
| 292478                | 2006 SG392 | 25 set 2006 | Kitt Peak      | Spacewatch            | Brangane  | MPC                           |
| 292479                | 2006 ST392 | 26 set 2006 | Kitt Peak      | Spacewatch            | —         | MPC                           |
| 292480                | 2006 SQ393 | 28 set 2006 | Kitt Peak      | Spacewatch            | —         | MPC                           |
| 292481                | 2006 ST393 | 30 set 2006 | Mount Lemmon   | Mount Lemmon Survey   | —         | MPC                           |
| 292482                | 2006 SM398 | 16 set 2006 | Kitt Peak      | Spacewatch            | —         | MPC                           |
| 292483                | 2006 SR398 | 17 set 2006 | Kitt Peak      | Spacewatch            | Mitidika  | MPC                           |
| 292484                | 2006 SV399 | 18 set 2006 | Catalina       | CSS                   | —         | MPC                           |
| 292485                | 2006 SZ399 | 18 set 2006 | Kitt Peak      | Spacewatch            | —         | MPC                           |
| 292486                | 2006 SK400 | 19 set 2006 | Catalina       | CSS                   | —         | MPC                           |
| 292487                | 2006 SB401 | 26 set 2006 | Mount Lemmon   | Mount Lemmon Survey   | —         | MPC                           |
| 292488                | 2006 SJ401 | 27 set 2006 | Mount Lemmon   | Mount Lemmon Survey   | —         | MPC                           |
| 292489                | 2006 SV401 | 28 set 2006 | Mount Lemmon   | Mount Lemmon Survey   | —         | MPC                           |
| 292490                | 2006 SH406 | 24 set 2006 | Moletai        | Molėtai Obs.          | —         | MPC                           |
| 292491                | 2006 SK406 | 28 set 2006 | Kitt Peak      | Spacewatch            | —         | MPC                           |
| 292492                | 2006 SZ406 | 26 set 2006 | Catalina       | CSS                   | —         | MPC                           |
| 292493                | 2006 SS410 | 18 set 2006 | Kitt Peak      | Spacewatch            | —         | MPC                           |
| 292494                | 2006 SM412 | 28 set 2006 | Catalina       | CSS                   | —         | MPC                           |
| 292495                | 2006 SP413 | 30 set 2006 | Catalina       | CSS                   | —         | MPC                           |
| 292496                | 2006 TU4   | 2 out 2006  | Mount Lemmon   | Mount Lemmon Survey   | —         | MPC                           |
| 292497                | 2006 TX7   | 12 out 2006 | Kanab          | E. E. Sheridan        | —         | MPC                           |
| 292498                | 2006 TQ9   | 1 out 2006  | Piszkéstető    | K. Sárneczky          | —         | MPC                           |
| 292499                | 2006 TQ10  | 14 out 2006 | Piszkéstető    | K. Sárneczky, Z. Kuli | —         | MPC                           |
| 292500                | 2006 TB13  | 10 out 2006 | Palomar        | NEAT                  | —         | MPC                           |

## 292501–292600
| Designação | Designação | Descoberta  | Descoberta        | Descobridor(es)     | Categoria | Mais informações / Referência |
| Permanente | Provisória | Data        | Local             | Descobridor(es)     | Categoria | Mais informações / Referência |
| ---------- | ---------- | ----------- | ----------------- | ------------------- | --------- | ----------------------------- |
| 292501     | 2006 TO13  | 10 out 2006 | Palomar           | NEAT                | —         | MPC                           |
| 292502     | 2006 TW13  | 10 out 2006 | Palomar           | NEAT                | —         | MPC                           |
| 292503     | 2006 TD15  | 11 out 2006 | Kitt Peak         | Spacewatch          | —         | MPC                           |
| 292504     | 2006 TC16  | 11 out 2006 | Kitt Peak         | Spacewatch          | —         | MPC                           |
| 292505     | 2006 TJ17  | 11 out 2006 | Kitt Peak         | Spacewatch          | —         | MPC                           |
| 292506     | 2006 TW17  | 11 out 2006 | Kitt Peak         | Spacewatch          | —         | MPC                           |
| 292507     | 2006 TB18  | 11 out 2006 | Kitt Peak         | Spacewatch          | —         | MPC                           |
| 292508     | 2006 TP18  | 11 out 2006 | Kitt Peak         | Spacewatch          | Ursula    | MPC                           |
| 292509     | 2006 TS20  | 11 out 2006 | Kitt Peak         | Spacewatch          | —         | MPC                           |
| 292510     | 2006 TP22  | 11 out 2006 | Kitt Peak         | Spacewatch          | —         | MPC                           |
| 292511     | 2006 TL24  | 12 out 2006 | Kitt Peak         | Spacewatch          | —         | MPC                           |
| 292512     | 2006 TS26  | 12 out 2006 | Kitt Peak         | Spacewatch          | —         | MPC                           |
| 292513     | 2006 TU27  | 12 out 2006 | Kitt Peak         | Spacewatch          | —         | MPC                           |
| 292514     | 2006 TU28  | 12 out 2006 | Kitt Peak         | Spacewatch          | —         | MPC                           |
| 292515     | 2006 TA31  | 12 out 2006 | Kitt Peak         | Spacewatch          | —         | MPC                           |
| 292516     | 2006 TN31  | 12 out 2006 | Kitt Peak         | Spacewatch          | —         | MPC                           |
| 292517     | 2006 TA32  | 12 out 2006 | Kitt Peak         | Spacewatch          | —         | MPC                           |
| 292518     | 2006 TL32  | 12 out 2006 | Kitt Peak         | Spacewatch          | —         | MPC                           |
| 292519     | 2006 TU32  | 12 out 2006 | Kitt Peak         | Spacewatch          | —         | MPC                           |
| 292520     | 2006 TH34  | 12 out 2006 | Kitt Peak         | Spacewatch          | —         | MPC                           |
| 292521     | 2006 TW35  | 12 out 2006 | Kitt Peak         | Spacewatch          | Eos       | MPC                           |
| 292522     | 2006 TH36  | 12 out 2006 | Kitt Peak         | Spacewatch          | —         | MPC                           |
| 292523     | 2006 TY36  | 12 out 2006 | Kitt Peak         | Spacewatch          | —         | MPC                           |
| 292524     | 2006 TZ36  | 12 out 2006 | Kitt Peak         | Spacewatch          | —         | MPC                           |
| 292525     | 2006 TM37  | 12 out 2006 | Kitt Peak         | Spacewatch          | —         | MPC                           |
| 292526     | 2006 TX37  | 12 out 2006 | Kitt Peak         | Spacewatch          | —         | MPC                           |
| 292527     | 2006 TD38  | 12 out 2006 | Kitt Peak         | Spacewatch          | Phocaea   | MPC                           |
| 292528     | 2006 TL39  | 12 out 2006 | Kitt Peak         | Spacewatch          | —         | MPC                           |
| 292529     | 2006 TD40  | 12 out 2006 | Kitt Peak         | Spacewatch          | —         | MPC                           |
| 292530     | 2006 TZ40  | 12 out 2006 | Kitt Peak         | Spacewatch          | —         | MPC                           |
| 292531     | 2006 TH41  | 12 out 2006 | Kitt Peak         | Spacewatch          | —         | MPC                           |
| 292532     | 2006 TO44  | 12 out 2006 | Kitt Peak         | Spacewatch          | —         | MPC                           |
| 292533     | 2006 TH45  | 12 out 2006 | Kitt Peak         | Spacewatch          | —         | MPC                           |
| 292534     | 2006 TR45  | 12 out 2006 | Kitt Peak         | Spacewatch          | —         | MPC                           |
| 292535     | 2006 TY45  | 12 out 2006 | Kitt Peak         | Spacewatch          | —         | MPC                           |
| 292536     | 2006 TN46  | 12 out 2006 | Kitt Peak         | Spacewatch          | —         | MPC                           |
| 292537     | 2006 TO46  | 12 out 2006 | Kitt Peak         | Spacewatch          | —         | MPC                           |
| 292538     | 2006 TU46  | 12 out 2006 | Kitt Peak         | Spacewatch          | —         | MPC                           |
| 292539     | 2006 TC47  | 12 out 2006 | Kitt Peak         | Spacewatch          | —         | MPC                           |
| 292540     | 2006 TV47  | 12 out 2006 | Kitt Peak         | Spacewatch          | —         | MPC                           |
| 292541     | 2006 TC48  | 12 out 2006 | Kitt Peak         | Spacewatch          | —         | MPC                           |
| 292542     | 2006 TH48  | 12 out 2006 | Kitt Peak         | Spacewatch          | Mitidika  | MPC                           |
| 292543     | 2006 TF50  | 12 out 2006 | Palomar           | NEAT                | —         | MPC                           |
| 292544     | 2006 TT53  | 12 out 2006 | Kitt Peak         | Spacewatch          | —         | MPC                           |
| 292545     | 2006 TQ54  | 12 out 2006 | Palomar           | NEAT                | —         | MPC                           |
| 292546     | 2006 TT54  | 12 out 2006 | Palomar           | NEAT                | —         | MPC                           |
| 292547     | 2006 TE55  | 12 out 2006 | Palomar           | NEAT                | —         | MPC                           |
| 292548     | 2006 TR55  | 12 out 2006 | Palomar           | NEAT                | —         | MPC                           |
| 292549     | 2006 TL60  | 13 out 2006 | Kitt Peak         | Spacewatch          | —         | MPC                           |
| 292550     | 2006 TV60  | 14 out 2006 | Bergisch Gladbach | W. Bickel           | —         | MPC                           |
| 292551     | 2006 TR61  | 3 out 2006  | Catalina          | CSS                 | —         | MPC                           |
| 292552     | 2006 TF63  | 10 out 2006 | Palomar           | NEAT                | Brangane  | MPC                           |
| 292553     | 2006 TJ64  | 11 out 2006 | Palomar           | NEAT                | —         | MPC                           |
| 292554     | 2006 TS65  | 11 out 2006 | Palomar           | NEAT                | —         | MPC                           |
| 292555     | 2006 TP66  | 11 out 2006 | Palomar           | NEAT                | —         | MPC                           |
| 292556     | 2006 TX66  | 11 out 2006 | Palomar           | NEAT                | —         | MPC                           |
| 292557     | 2006 TF67  | 11 out 2006 | Palomar           | NEAT                | —         | MPC                           |
| 292558     | 2006 TP69  | 11 out 2006 | Palomar           | NEAT                | —         | MPC                           |
| 292559     | 2006 TY69  | 11 out 2006 | Palomar           | NEAT                | —         | MPC                           |
| 292560     | 2006 TR70  | 11 out 2006 | Palomar           | NEAT                | —         | MPC                           |
| 292561     | 2006 TT70  | 11 out 2006 | Palomar           | NEAT                | Brangane  | MPC                           |
| 292562     | 2006 TF71  | 11 out 2006 | Palomar           | NEAT                | —         | MPC                           |
| 292563     | 2006 TG71  | 11 out 2006 | Palomar           | NEAT                | —         | MPC                           |
| 292564     | 2006 TL71  | 11 out 2006 | Palomar           | NEAT                | —         | MPC                           |
| 292565     | 2006 TJ73  | 11 out 2006 | Palomar           | NEAT                | —         | MPC                           |
| 292566     | 2006 TO75  | 11 out 2006 | Palomar           | NEAT                | —         | MPC                           |
| 292567     | 2006 TJ76  | 11 out 2006 | Palomar           | NEAT                | —         | MPC                           |
| 292568     | 2006 TT76  | 11 out 2006 | Palomar           | NEAT                | —         | MPC                           |
| 292569     | 2006 TX76  | 11 out 2006 | Palomar           | NEAT                | —         | MPC                           |
| 292570     | 2006 TW78  | 12 out 2006 | Palomar           | NEAT                | —         | MPC                           |
| 292571     | 2006 TN79  | 13 out 2006 | Kitt Peak         | Spacewatch          | —         | MPC                           |
| 292572     | 2006 TH80  | 13 out 2006 | Kitt Peak         | Spacewatch          | —         | MPC                           |
| 292573     | 2006 TY80  | 13 out 2006 | Kitt Peak         | Spacewatch          | Ursula    | MPC                           |
| 292574     | 2006 TC83  | 13 out 2006 | Kitt Peak         | Spacewatch          | —         | MPC                           |
| 292575     | 2006 TW84  | 13 out 2006 | Kitt Peak         | Spacewatch          | —         | MPC                           |
| 292576     | 2006 TD87  | 13 out 2006 | Kitt Peak         | Spacewatch          | —         | MPC                           |
| 292577     | 2006 TG87  | 13 out 2006 | Kitt Peak         | Spacewatch          | Eos       | MPC                           |
| 292578     | 2006 TU87  | 13 out 2006 | Kitt Peak         | Spacewatch          | Brangane  | MPC                           |
| 292579     | 2006 TR89  | 13 out 2006 | Kitt Peak         | Spacewatch          | —         | MPC                           |
| 292580     | 2006 TX89  | 13 out 2006 | Kitt Peak         | Spacewatch          | —         | MPC                           |
| 292581     | 2006 TJ91  | 13 out 2006 | Kitt Peak         | Spacewatch          | —         | MPC                           |
| 292582     | 2006 TT91  | 13 out 2006 | Kitt Peak         | Spacewatch          | —         | MPC                           |
| 292583     | 2006 TT92  | 15 out 2006 | Kitt Peak         | Spacewatch          | —         | MPC                           |
| 292584     | 2006 TH94  | 15 out 2006 | Catalina          | CSS                 | —         | MPC                           |
| 292585     | 2006 TP95  | 11 out 2006 | Palomar           | NEAT                | Juno      | MPC                           |
| 292586     | 2006 TG97  | 13 out 2006 | Kitt Peak         | Spacewatch          | —         | MPC                           |
| 292587     | 2006 TT98  | 15 out 2006 | Kitt Peak         | Spacewatch          | —         | MPC                           |
| 292588     | 2006 TL99  | 15 out 2006 | Kitt Peak         | Spacewatch          | —         | MPC                           |
| 292589     | 2006 TC100 | 15 out 2006 | Kitt Peak         | Spacewatch          | —         | MPC                           |
| 292590     | 2006 TB101 | 15 out 2006 | Kitt Peak         | Spacewatch          | —         | MPC                           |
| 292591     | 2006 TQ101 | 15 out 2006 | Kitt Peak         | Spacewatch          | —         | MPC                           |
| 292592     | 2006 TW101 | 15 out 2006 | Kitt Peak         | Spacewatch          | Brangane  | MPC                           |
| 292593     | 2006 TY101 | 15 out 2006 | Kitt Peak         | Spacewatch          | —         | MPC                           |
| 292594     | 2006 TL103 | 15 out 2006 | Kitt Peak         | Spacewatch          | —         | MPC                           |
| 292595     | 2006 TH104 | 15 out 2006 | Kitt Peak         | Spacewatch          | —         | MPC                           |
| 292596     | 2006 TN105 | 15 out 2006 | Kitt Peak         | Spacewatch          | Ursula    | MPC                           |
| 292597     | 2006 TO106 | 15 out 2006 | Catalina          | CSS                 | —         | MPC                           |
| 292598     | 2006 TT106 | 15 out 2006 | Lulin Observatory | C.-S. Lin, Q.-z. Ye | —         | MPC                           |
| 292599     | 2006 TR107 | 12 out 2006 | Siding Spring     | SSS                 | —         | MPC                           |
| 292600     | 2006 TU107 | 11 out 2006 | Apache Point      | SDSS                | Vesta     | MPC                           |

## 292601–292700
| Designação | Designação | Descoberta  | Descoberta       | Descobridor(es)       | Categoria | Mais informações / Referência |
| Permanente | Provisória | Data        | Local            | Descobridor(es)       | Categoria | Mais informações / Referência |
| ---------- | ---------- | ----------- | ---------------- | --------------------- | --------- | ----------------------------- |
| 292601     | 2006 TX108 | 2 out 2006  | Mount Lemmon     | Mount Lemmon Survey   | —         | MPC                           |
| 292602     | 2006 TZ108 | 2 out 2006  | Catalina         | CSS                   | —         | MPC                           |
| 292603     | 2006 TC109 | 2 out 2006  | Mount Lemmon     | Mount Lemmon Survey   | —         | MPC                           |
| 292604     | 2006 TN109 | 4 out 2006  | Mount Lemmon     | Mount Lemmon Survey   | —         | MPC                           |
| 292605     | 2006 TS111 | 1 out 2006  | Apache Point     | A. C. Becker          | Brangane  | MPC                           |
| 292606     | 2006 TD115 | 1 out 2006  | Apache Point     | A. C. Becker          | —         | MPC                           |
| 292607     | 2006 TX115 | 2 out 2006  | Apache Point     | A. C. Becker          | Brangane  | MPC                           |
| 292608     | 2006 TA117 | 3 out 2006  | Apache Point     | A. C. Becker          | —         | MPC                           |
| 292609     | 2006 TW120 | 12 out 2006 | Apache Point     | A. C. Becker          | —         | MPC                           |
| 292610     | 2006 TW121 | 4 out 2006  | Mount Lemmon     | Mount Lemmon Survey   | —         | MPC                           |
| 292611     | 2006 TN124 | 3 out 2006  | Mount Lemmon     | Mount Lemmon Survey   | —         | MPC                           |
| 292612     | 2006 TB128 | 13 out 2006 | Kitt Peak        | Spacewatch            | Ursula    | MPC                           |
| 292613     | 2006 TL128 | 15 out 2006 | Kitt Peak        | Spacewatch            | —         | MPC                           |
| 292614     | 2006 TO129 | 2 out 2006  | Mount Lemmon     | Mount Lemmon Survey   | —         | MPC                           |
| 292615     | 2006 UC1   | 16 out 2006 | Altschwendt      | W. Ries               | —         | MPC                           |
| 292616     | 2006 UE1   | 16 out 2006 | Piszkéstető      | K. Sárneczky, Z. Kuli | Brangane  | MPC                           |
| 292617     | 2006 US2   | 16 out 2006 | Mount Lemmon     | Mount Lemmon Survey   | —         | MPC                           |
| 292618     | 2006 UC3   | 16 out 2006 | Catalina         | CSS                   | —         | MPC                           |
| 292619     | 2006 UH5   | 16 out 2006 | Catalina         | CSS                   | —         | MPC                           |
| 292620     | 2006 UL6   | 16 out 2006 | Catalina         | CSS                   | Mitidika  | MPC                           |
| 292621     | 2006 UD7   | 16 out 2006 | Catalina         | CSS                   | —         | MPC                           |
| 292622     | 2006 UN7   | 16 out 2006 | Catalina         | CSS                   | —         | MPC                           |
| 292623     | 2006 UD9   | 16 out 2006 | Catalina         | CSS                   | —         | MPC                           |
| 292624     | 2006 UG9   | 16 out 2006 | Catalina         | CSS                   | Ursula    | MPC                           |
| 292625     | 2006 UH18  | 16 out 2006 | Bergisch Gladbac | W. Bickel             | —         | MPC                           |
| 292626     | 2006 UP19  | 16 out 2006 | Kitt Peak        | Spacewatch            | —         | MPC                           |
| 292627     | 2006 UW19  | 16 out 2006 | Kitt Peak        | Spacewatch            | —         | MPC                           |
| 292628     | 2006 UL20  | 16 out 2006 | Kitt Peak        | Spacewatch            | —         | MPC                           |
| 292629     | 2006 UQ21  | 16 out 2006 | Kitt Peak        | Spacewatch            | —         | MPC                           |
| 292630     | 2006 UD23  | 16 out 2006 | Calvin-Rehoboth  | L. A. Molnar          | —         | MPC                           |
| 292631     | 2006 UZ23  | 16 out 2006 | Kitt Peak        | Spacewatch            | —         | MPC                           |
| 292632     | 2006 UR24  | 16 out 2006 | Kitt Peak        | Spacewatch            | Ursula    | MPC                           |
| 292633     | 2006 UL25  | 16 out 2006 | Kitt Peak        | Spacewatch            | —         | MPC                           |
| 292634     | 2006 UB27  | 16 out 2006 | Kitt Peak        | Spacewatch            | —         | MPC                           |
| 292635     | 2006 UG27  | 16 out 2006 | Kitt Peak        | Spacewatch            | —         | MPC                           |
| 292636     | 2006 UM29  | 16 out 2006 | Kitt Peak        | Spacewatch            | —         | MPC                           |
| 292637     | 2006 UW29  | 16 out 2006 | Kitt Peak        | Spacewatch            | Ursula    | MPC                           |
| 292638     | 2006 UC30  | 16 out 2006 | Kitt Peak        | Spacewatch            | —         | MPC                           |
| 292639     | 2006 UG33  | 16 out 2006 | Kitt Peak        | Spacewatch            | —         | MPC                           |
| 292640     | 2006 UZ34  | 16 out 2006 | Kitt Peak        | Spacewatch            | —         | MPC                           |
| 292641     | 2006 UZ35  | 16 out 2006 | Kitt Peak        | Spacewatch            | —         | MPC                           |
| 292642     | 2006 UT36  | 16 out 2006 | Kitt Peak        | Spacewatch            | —         | MPC                           |
| 292643     | 2006 UD37  | 16 out 2006 | Kitt Peak        | Spacewatch            | —         | MPC                           |
| 292644     | 2006 UB38  | 16 out 2006 | Kitt Peak        | Spacewatch            | —         | MPC                           |
| 292645     | 2006 UP38  | 16 out 2006 | Kitt Peak        | Spacewatch            | —         | MPC                           |
| 292646     | 2006 UT38  | 16 out 2006 | Kitt Peak        | Spacewatch            | —         | MPC                           |
| 292647     | 2006 UT39  | 16 out 2006 | Kitt Peak        | Spacewatch            | —         | MPC                           |
| 292648     | 2006 UB44  | 16 out 2006 | Kitt Peak        | Spacewatch            | —         | MPC                           |
| 292649     | 2006 UG45  | 16 out 2006 | Kitt Peak        | Spacewatch            | Eos       | MPC                           |
| 292650     | 2006 UZ50  | 17 out 2006 | Mount Lemmon     | Mount Lemmon Survey   | —         | MPC                           |
| 292651     | 2006 UP51  | 17 out 2006 | Kitt Peak        | Spacewatch            | —         | MPC                           |
| 292652     | 2006 UR51  | 17 out 2006 | Kitt Peak        | Spacewatch            | —         | MPC                           |
| 292653     | 2006 UB52  | 17 out 2006 | Mount Lemmon     | Mount Lemmon Survey   | —         | MPC                           |
| 292654     | 2006 UO52  | 17 out 2006 | Catalina         | CSS                   | —         | MPC                           |
| 292655     | 2006 UP52  | 17 out 2006 | Catalina         | CSS                   | —         | MPC                           |
| 292656     | 2006 UC53  | 17 out 2006 | Mount Lemmon     | Mount Lemmon Survey   | —         | MPC                           |
| 292657     | 2006 UY53  | 17 out 2006 | Mount Lemmon     | Mount Lemmon Survey   | —         | MPC                           |
| 292658     | 2006 UQ54  | 17 out 2006 | Catalina         | CSS                   | —         | MPC                           |
| 292659     | 2006 UK57  | 18 out 2006 | Kitt Peak        | Spacewatch            | —         | MPC                           |
| 292660     | 2006 UZ57  | 18 out 2006 | Kitt Peak        | Spacewatch            | —         | MPC                           |
| 292661     | 2006 UV58  | 19 out 2006 | Mount Lemmon     | Mount Lemmon Survey   | —         | MPC                           |
| 292662     | 2006 UA60  | 19 out 2006 | Catalina         | CSS                   | —         | MPC                           |
| 292663     | 2006 UC62  | 21 out 2006 | Desert Moon      | B. L. Stevens         | —         | MPC                           |
| 292664     | 2006 UL65  | 16 out 2006 | Mount Lemmon     | Mount Lemmon Survey   | —         | MPC                           |
| 292665     | 2006 UO66  | 16 out 2006 | Kitt Peak        | Spacewatch            | —         | MPC                           |
| 292666     | 2006 UY66  | 16 out 2006 | Mount Lemmon     | Mount Lemmon Survey   | —         | MPC                           |
| 292667     | 2006 UD69  | 16 out 2006 | Catalina         | CSS                   | Ursula    | MPC                           |
| 292668     | 2006 UX69  | 16 out 2006 | Catalina         | CSS                   | —         | MPC                           |
| 292669     | 2006 UM74  | 17 out 2006 | Kitt Peak        | Spacewatch            | —         | MPC                           |
| 292670     | 2006 UA75  | 17 out 2006 | Kitt Peak        | Spacewatch            | —         | MPC                           |
| 292671     | 2006 UK75  | 17 out 2006 | Mount Lemmon     | Mount Lemmon Survey   | —         | MPC                           |
| 292672     | 2006 UT76  | 17 out 2006 | Kitt Peak        | Spacewatch            | —         | MPC                           |
| 292673     | 2006 UK78  | 17 out 2006 | Kitt Peak        | Spacewatch            | —         | MPC                           |
| 292674     | 2006 UM79  | 17 out 2006 | Kitt Peak        | Spacewatch            | —         | MPC                           |
| 292675     | 2006 UB81  | 17 out 2006 | Kitt Peak        | Spacewatch            | —         | MPC                           |
| 292676     | 2006 UK83  | 17 out 2006 | Mount Lemmon     | Mount Lemmon Survey   | —         | MPC                           |
| 292677     | 2006 US83  | 17 out 2006 | Kitt Peak        | Spacewatch            | —         | MPC                           |
| 292678     | 2006 UF84  | 17 out 2006 | Mount Lemmon     | Mount Lemmon Survey   | —         | MPC                           |
| 292679     | 2006 UR84  | 17 out 2006 | Kitt Peak        | Spacewatch            | —         | MPC                           |
| 292680     | 2006 UR89  | 17 out 2006 | Kitt Peak        | Spacewatch            | —         | MPC                           |
| 292681     | 2006 UO90  | 17 out 2006 | Kitt Peak        | Spacewatch            | —         | MPC                           |
| 292682     | 2006 UN92  | 18 out 2006 | Kitt Peak        | Spacewatch            | —         | MPC                           |
| 292683     | 2006 UB93  | 18 out 2006 | Kitt Peak        | Spacewatch            | —         | MPC                           |
| 292684     | 2006 UW93  | 18 out 2006 | Kitt Peak        | Spacewatch            | —         | MPC                           |
| 292685     | 2006 UL94  | 18 out 2006 | Kitt Peak        | Spacewatch            | —         | MPC                           |
| 292686     | 2006 UV96  | 18 out 2006 | Kitt Peak        | Spacewatch            | —         | MPC                           |
| 292687     | 2006 UG97  | 18 out 2006 | Kitt Peak        | Spacewatch            | —         | MPC                           |
| 292688     | 2006 UM97  | 18 out 2006 | Kitt Peak        | Spacewatch            | —         | MPC                           |
| 292689     | 2006 UB98  | 18 out 2006 | Kitt Peak        | Spacewatch            | —         | MPC                           |
| 292690     | 2006 UO98  | 18 out 2006 | Kitt Peak        | Spacewatch            | —         | MPC                           |
| 292691     | 2006 UB99  | 18 out 2006 | Kitt Peak        | Spacewatch            | Brangane  | MPC                           |
| 292692     | 2006 UL99  | 18 out 2006 | Kitt Peak        | Spacewatch            | —         | MPC                           |
| 292693     | 2006 UZ110 | 19 out 2006 | Kitt Peak        | Spacewatch            | —         | MPC                           |
| 292694     | 2006 UB111 | 19 out 2006 | Kitt Peak        | Spacewatch            | —         | MPC                           |
| 292695     | 2006 UZ113 | 19 out 2006 | Kitt Peak        | Spacewatch            | —         | MPC                           |
| 292696     | 2006 UD117 | 19 out 2006 | Kitt Peak        | Spacewatch            | —         | MPC                           |
| 292697     | 2006 UW117 | 19 out 2006 | Kitt Peak        | Spacewatch            | —         | MPC                           |
| 292698     | 2006 UE121 | 19 out 2006 | Kitt Peak        | Spacewatch            | —         | MPC                           |
| 292699     | 2006 UF121 | 19 out 2006 | Kitt Peak        | Spacewatch            | —         | MPC                           |
| 292700     | 2006 UV121 | 19 out 2006 | Kitt Peak        | Spacewatch            | —         | MPC                           |

## 292701–292800
| Designação | Designação | Descoberta  | Descoberta       | Descobridor(es)     | Categoria | Mais informações / Referência |
| Permanente | Provisória | Data        | Local            | Descobridor(es)     | Categoria | Mais informações / Referência |
| ---------- | ---------- | ----------- | ---------------- | ------------------- | --------- | ----------------------------- |
| 292701     | 2006 UZ121 | 19 out 2006 | Kitt Peak        | Spacewatch          | —         | MPC                           |
| 292702     | 2006 UK122 | 19 out 2006 | Kitt Peak        | Spacewatch          | —         | MPC                           |
| 292703     | 2006 UE123 | 19 out 2006 | Kitt Peak        | Spacewatch          | —         | MPC                           |
| 292704     | 2006 UW123 | 19 out 2006 | Kitt Peak        | Spacewatch          | —         | MPC                           |
| 292705     | 2006 US124 | 19 out 2006 | Mount Lemmon     | Mount Lemmon Survey | —         | MPC                           |
| 292706     | 2006 UU124 | 19 out 2006 | Mount Lemmon     | Mount Lemmon Survey | —         | MPC                           |
| 292707     | 2006 UJ126 | 19 out 2006 | Kitt Peak        | Spacewatch          | Ursula    | MPC                           |
| 292708     | 2006 UC127 | 19 out 2006 | Kitt Peak        | Spacewatch          | —         | MPC                           |
| 292709     | 2006 UM127 | 19 out 2006 | Kitt Peak        | Spacewatch          | —         | MPC                           |
| 292710     | 2006 US127 | 19 out 2006 | Catalina         | CSS                 | Phocaea   | MPC                           |
| 292711     | 2006 UD128 | 19 out 2006 | Kitt Peak        | Spacewatch          | Flora     | MPC                           |
| 292712     | 2006 UJ128 | 19 out 2006 | Kitt Peak        | Spacewatch          | Mitidika  | MPC                           |
| 292713     | 2006 UD130 | 19 out 2006 | Kitt Peak        | Spacewatch          | —         | MPC                           |
| 292714     | 2006 UU130 | 19 out 2006 | Kitt Peak        | Spacewatch          | —         | MPC                           |
| 292715     | 2006 UJ132 | 19 out 2006 | Catalina         | CSS                 | —         | MPC                           |
| 292716     | 2006 UU133 | 19 out 2006 | Kitt Peak        | Spacewatch          | —         | MPC                           |
| 292717     | 2006 UC135 | 19 out 2006 | Kitt Peak        | Spacewatch          | Mitidika  | MPC                           |
| 292718     | 2006 UP136 | 19 out 2006 | Mount Lemmon     | Mount Lemmon Survey | —         | MPC                           |
| 292719     | 2006 UH137 | 19 out 2006 | Mount Lemmon     | Mount Lemmon Survey | —         | MPC                           |
| 292720     | 2006 UK138 | 19 out 2006 | Kitt Peak        | Spacewatch          | —         | MPC                           |
| 292721     | 2006 UL138 | 19 out 2006 | Kitt Peak        | Spacewatch          | —         | MPC                           |
| 292722     | 2006 UK139 | 19 out 2006 | Kitt Peak        | Spacewatch          | Phocaea   | MPC                           |
| 292723     | 2006 UP140 | 19 out 2006 | Kitt Peak        | Spacewatch          | —         | MPC                           |
| 292724     | 2006 UX140 | 19 out 2006 | Kitt Peak        | Spacewatch          | —         | MPC                           |
| 292725     | 2006 UH141 | 19 out 2006 | Mount Lemmon     | Mount Lemmon Survey | —         | MPC                           |
| 292726     | 2006 UY141 | 19 out 2006 | Kitt Peak        | Spacewatch          | Ursula    | MPC                           |
| 292727     | 2006 UV142 | 19 out 2006 | Kitt Peak        | Spacewatch          | Eos       | MPC                           |
| 292728     | 2006 US143 | 19 out 2006 | Kitt Peak        | Spacewatch          | —         | MPC                           |
| 292729     | 2006 UU143 | 19 out 2006 | Palomar          | NEAT                | —         | MPC                           |
| 292730     | 2006 US153 | 21 out 2006 | Kitt Peak        | Spacewatch          | —         | MPC                           |
| 292731     | 2006 UH155 | 21 out 2006 | Catalina         | CSS                 | —         | MPC                           |
| 292732     | 2006 UY155 | 21 out 2006 | Mount Lemmon     | Mount Lemmon Survey | Eos       | MPC                           |
| 292733     | 2006 UG156 | 21 out 2006 | Mount Lemmon     | Mount Lemmon Survey | —         | MPC                           |
| 292734     | 2006 UM157 | 21 out 2006 | Mount Lemmon     | Mount Lemmon Survey | —         | MPC                           |
| 292735     | 2006 UO162 | 21 out 2006 | Mount Lemmon     | Mount Lemmon Survey | —         | MPC                           |
| 292736     | 2006 UL164 | 21 out 2006 | Mount Lemmon     | Mount Lemmon Survey | —         | MPC                           |
| 292737     | 2006 UG167 | 21 out 2006 | Mount Lemmon     | Mount Lemmon Survey | —         | MPC                           |
| 292738     | 2006 UM171 | 21 out 2006 | Mount Lemmon     | Mount Lemmon Survey | Eos       | MPC                           |
| 292739     | 2006 UR171 | 21 out 2006 | Mount Lemmon     | Mount Lemmon Survey | —         | MPC                           |
| 292740     | 2006 UV171 | 21 out 2006 | Mount Lemmon     | Mount Lemmon Survey | —         | MPC                           |
| 292741     | 2006 UH172 | 21 out 2006 | Mount Lemmon     | Mount Lemmon Survey | —         | MPC                           |
| 292742     | 2006 UV172 | 22 out 2006 | Kitt Peak        | Spacewatch          | —         | MPC                           |
| 292743     | 2006 UO173 | 22 out 2006 | Mount Lemmon     | Mount Lemmon Survey | —         | MPC                           |
| 292744     | 2006 UP173 | 22 out 2006 | Mount Lemmon     | Mount Lemmon Survey | —         | MPC                           |
| 292745     | 2006 UN174 | 19 out 2006 | Catalina         | CSS                 | Eos       | MPC                           |
| 292746     | 2006 UU174 | 16 out 2006 | Bergisch Gladbac | W. Bickel           | —         | MPC                           |
| 292747     | 2006 UD175 | 16 out 2006 | Catalina         | CSS                 | —         | MPC                           |
| 292748     | 2006 UG176 | 16 out 2006 | Catalina         | CSS                 | —         | MPC                           |
| 292749     | 2006 UX176 | 16 out 2006 | Catalina         | CSS                 | —         | MPC                           |
| 292750     | 2006 UT177 | 16 out 2006 | Catalina         | CSS                 | Ursula    | MPC                           |
| 292751     | 2006 UE178 | 16 out 2006 | Catalina         | CSS                 | —         | MPC                           |
| 292752     | 2006 UH179 | 16 out 2006 | Catalina         | CSS                 | —         | MPC                           |
| 292753     | 2006 UJ183 | 17 out 2006 | Catalina         | CSS                 | —         | MPC                           |
| 292754     | 2006 UH184 | 19 out 2006 | Palomar          | NEAT                | —         | MPC                           |
| 292755     | 2006 UU185 | 17 out 2006 | Catalina         | CSS                 | —         | MPC                           |
| 292756     | 2006 UV185 | 17 out 2006 | Catalina         | CSS                 | —         | MPC                           |
| 292757     | 2006 UX185 | 17 out 2006 | Catalina         | CSS                 | —         | MPC                           |
| 292758     | 2006 UH186 | 17 out 2006 | Catalina         | CSS                 | —         | MPC                           |
| 292759     | 2006 UO186 | 17 out 2006 | Catalina         | CSS                 | —         | MPC                           |
| 292760     | 2006 UQ186 | 17 out 2006 | Kitt Peak        | Spacewatch          | —         | MPC                           |
| 292761     | 2006 UB188 | 19 out 2006 | Catalina         | CSS                 | —         | MPC                           |
| 292762     | 2006 UO191 | 19 out 2006 | Catalina         | CSS                 | —         | MPC                           |
| 292763     | 2006 UC192 | 19 out 2006 | Catalina         | CSS                 | —         | MPC                           |
| 292764     | 2006 UE192 | 19 out 2006 | Catalina         | CSS                 | —         | MPC                           |
| 292765     | 2006 UR192 | 19 out 2006 | Catalina         | CSS                 | Brangane  | MPC                           |
| 292766     | 2006 UX193 | 20 out 2006 | Kitt Peak        | Spacewatch          | —         | MPC                           |
| 292767     | 2006 UL199 | 20 out 2006 | Kitt Peak        | Spacewatch          | —         | MPC                           |
| 292768     | 2006 UQ199 | 21 out 2006 | Catalina         | CSS                 | —         | MPC                           |
| 292769     | 2006 UA201 | 21 out 2006 | Kitt Peak        | Spacewatch          | —         | MPC                           |
| 292770     | 2006 UU203 | 22 out 2006 | Palomar          | NEAT                | —         | MPC                           |
| 292771     | 2006 UL204 | 22 out 2006 | Kitt Peak        | Spacewatch          | —         | MPC                           |
| 292772     | 2006 UR204 | 22 out 2006 | Palomar          | NEAT                | —         | MPC                           |
| 292773     | 2006 UH205 | 23 out 2006 | Kitt Peak        | Spacewatch          | —         | MPC                           |
| 292774     | 2006 UA209 | 23 out 2006 | Kitt Peak        | Spacewatch          | —         | MPC                           |
| 292775     | 2006 UB211 | 23 out 2006 | Kitt Peak        | Spacewatch          | —         | MPC                           |
| 292776     | 2006 UM211 | 23 out 2006 | Kitt Peak        | Spacewatch          | —         | MPC                           |
| 292777     | 2006 UE213 | 23 out 2006 | Kitt Peak        | Spacewatch          | —         | MPC                           |
| 292778     | 2006 UB214 | 23 out 2006 | Kitt Peak        | Spacewatch          | —         | MPC                           |
| 292779     | 2006 UB215 | 26 out 2006 | Kitami           | K. Endate           | —         | MPC                           |
| 292780     | 2006 UH215 | 27 out 2006 | Calvin-Rehoboth  | L. A. Molnar        | —         | MPC                           |
| 292781     | 2006 UU215 | 27 out 2006 | Mount Lemmon     | Mount Lemmon Survey | —         | MPC                           |
| 292782     | 2006 US218 | 16 out 2006 | Kitt Peak        | Spacewatch          | —         | MPC                           |
| 292783     | 2006 UU218 | 16 out 2006 | Catalina         | CSS                 | —         | MPC                           |
| 292784     | 2006 UM219 | 16 out 2006 | Kitt Peak        | Spacewatch          | —         | MPC                           |
| 292785     | 2006 UO220 | 17 out 2006 | Kitt Peak        | Spacewatch          | Brangane  | MPC                           |
| 292786     | 2006 UE222 | 17 out 2006 | Catalina         | CSS                 | —         | MPC                           |
| 292787     | 2006 UM222 | 17 out 2006 | Catalina         | CSS                 | Ursula    | MPC                           |
| 292788     | 2006 UE223 | 17 out 2006 | Catalina         | CSS                 | —         | MPC                           |
| 292789     | 2006 UJ223 | 17 out 2006 | Catalina         | CSS                 | —         | MPC                           |
| 292790     | 2006 UF224 | 19 out 2006 | Palomar          | NEAT                | —         | MPC                           |
| 292791     | 2006 UH225 | 19 out 2006 | Catalina         | CSS                 | Brangane  | MPC                           |
| 292792     | 2006 UK225 | 19 out 2006 | Kitt Peak        | Spacewatch          | —         | MPC                           |
| 292793     | 2006 UC226 | 20 out 2006 | Kitt Peak        | Spacewatch          | —         | MPC                           |
| 292794     | 2006 UF228 | 20 out 2006 | Kitt Peak        | Spacewatch          | —         | MPC                           |
| 292795     | 2006 UO228 | 20 out 2006 | Palomar          | NEAT                | —         | MPC                           |
| 292796     | 2006 UV228 | 20 out 2006 | Palomar          | NEAT                | —         | MPC                           |
| 292797     | 2006 UX232 | 21 out 2006 | Palomar          | NEAT                | —         | MPC                           |
| 292798     | 2006 US233 | 22 out 2006 | Mount Lemmon     | Mount Lemmon Survey | —         | MPC                           |
| 292799     | 2006 UE234 | 22 out 2006 | Kitt Peak        | Spacewatch          | —         | MPC                           |
| 292800     | 2006 UJ237 | 23 out 2006 | Kitt Peak        | Spacewatch          | —         | MPC                           |

## 292801–292900
| Designação         | Designação | Descoberta  | Descoberta           | Descobridor(es)     | Categoria | Mais informações / Referência |
| Permanente         | Provisória | Data        | Local                | Descobridor(es)     | Categoria | Mais informações / Referência |
| ------------------ | ---------- | ----------- | -------------------- | ------------------- | --------- | ----------------------------- |
| 292801             | 2006 UA241 | 23 out 2006 | Mount Lemmon         | Mount Lemmon Survey | Ursula    | MPC                           |
| 292802             | 2006 UK242 | 27 out 2006 | Kitt Peak            | Spacewatch          | —         | MPC                           |
| 292803             | 2006 UE243 | 27 out 2006 | Mount Lemmon         | Mount Lemmon Survey | —         | MPC                           |
| 292804             | 2006 UO243 | 27 out 2006 | Mount Lemmon         | Mount Lemmon Survey | —         | MPC                           |
| 292805             | 2006 US244 | 27 out 2006 | Mount Lemmon         | Mount Lemmon Survey | —         | MPC                           |
| 292806             | 2006 US246 | 27 out 2006 | Mount Lemmon         | Mount Lemmon Survey | —         | MPC                           |
| 292807             | 2006 UK248 | 27 out 2006 | Mount Lemmon         | Mount Lemmon Survey | —         | MPC                           |
| 292808             | 2006 UX248 | 27 out 2006 | Mount Lemmon         | Mount Lemmon Survey | —         | MPC                           |
| 292809             | 2006 UK250 | 27 out 2006 | Mount Lemmon         | Mount Lemmon Survey | —         | MPC                           |
| 292810             | 2006 UA251 | 27 out 2006 | Mount Lemmon         | Mount Lemmon Survey | —         | MPC                           |
| 292811             | 2006 UY252 | 27 out 2006 | Mount Lemmon         | Mount Lemmon Survey | —         | MPC                           |
| 292812             | 2006 UJ253 | 27 out 2006 | Mount Lemmon         | Mount Lemmon Survey | —         | MPC                           |
| 292813             | 2006 UP254 | 27 out 2006 | Mount Lemmon         | Mount Lemmon Survey | —         | MPC                           |
| 292814             | 2006 UT254 | 27 out 2006 | Mount Lemmon         | Mount Lemmon Survey | —         | MPC                           |
| 292815             | 2006 UX254 | 27 out 2006 | Mount Lemmon         | Mount Lemmon Survey | —         | MPC                           |
| 292816             | 2006 UZ254 | 27 out 2006 | Mount Lemmon         | Mount Lemmon Survey | —         | MPC                           |
| 292817             | 2006 UH255 | 27 out 2006 | Mount Lemmon         | Mount Lemmon Survey | —         | MPC                           |
| 292818             | 2006 UR257 | 28 out 2006 | Mount Lemmon         | Mount Lemmon Survey | —         | MPC                           |
| 292819             | 2006 UG261 | 28 out 2006 | Catalina             | CSS                 | —         | MPC                           |
| 292820             | 2006 UF262 | 28 out 2006 | Mount Lemmon         | Mount Lemmon Survey | —         | MPC                           |
| 292821             | 2006 UC265 | 27 out 2006 | Mount Lemmon         | Mount Lemmon Survey | Mitidika  | MPC                           |
| 292822             | 2006 UU266 | 27 out 2006 | Kitt Peak            | Spacewatch          | —         | MPC                           |
| 292823             | 2006 UQ269 | 27 out 2006 | Kitt Peak            | Spacewatch          | —         | MPC                           |
| 292824             | 2006 UV270 | 27 out 2006 | Mount Lemmon         | Mount Lemmon Survey | —         | MPC                           |
| 292825             | 2006 UM271 | 27 out 2006 | Mount Lemmon         | Mount Lemmon Survey | —         | MPC                           |
| 292826             | 2006 UW272 | 27 out 2006 | Kitt Peak            | Spacewatch          | —         | MPC                           |
| 292827             | 2006 UZ272 | 27 out 2006 | Kitt Peak            | Spacewatch          | —         | MPC                           |
| 292828             | 2006 UG273 | 27 out 2006 | Kitt Peak            | Spacewatch          | —         | MPC                           |
| 292829             | 2006 UB274 | 27 out 2006 | Kitt Peak            | Spacewatch          | —         | MPC                           |
| 292830             | 2006 UH275 | 28 out 2006 | Kitt Peak            | Spacewatch          | —         | MPC                           |
| 292831             | 2006 UA276 | 28 out 2006 | Kitt Peak            | Spacewatch          | —         | MPC                           |
| 292832             | 2006 UH281 | 28 out 2006 | Mount Lemmon         | Mount Lemmon Survey | —         | MPC                           |
| 292833             | 2006 UP281 | 28 out 2006 | Mount Lemmon         | Mount Lemmon Survey | —         | MPC                           |
| 292834             | 2006 UV281 | 28 out 2006 | Mount Lemmon         | Mount Lemmon Survey | —         | MPC                           |
| 292835             | 2006 UW282 | 28 out 2006 | Kitt Peak            | Spacewatch          | —         | MPC                           |
| 292836             | 2006 UG283 | 28 out 2006 | Kitt Peak            | Spacewatch          | —         | MPC                           |
| 292837             | 2006 UH283 | 28 out 2006 | Kitt Peak            | Spacewatch          | —         | MPC                           |
| 292838             | 2006 UN284 | 28 out 2006 | Kitt Peak            | Spacewatch          | —         | MPC                           |
| 292839             | 2006 UH285 | 28 out 2006 | Mount Lemmon         | Mount Lemmon Survey | —         | MPC                           |
| 292840             | 2006 UB289 | 31 out 2006 | Kitt Peak            | Spacewatch          | —         | MPC                           |
| 292841             | 2006 UA290 | 31 out 2006 | Kitt Peak            | Spacewatch          | —         | MPC                           |
| 292842             | 2006 UD295 | 19 out 2006 | Kitt Peak            | M. W. Buie          | —         | MPC                           |
| 292843             | 2006 UC299 | 19 out 2006 | Kitt Peak            | M. W. Buie          | —         | MPC                           |
| 292844             | 2006 UY300 | 19 out 2006 | Kitt Peak            | M. W. Buie          | —         | MPC                           |
| 292845             | 2006 UX325 | 20 out 2006 | Kitt Peak            | M. W. Buie          | —         | MPC                           |
| 292846             | 2006 UP327 | 28 out 2006 | Mount Lemmon         | Mount Lemmon Survey | —         | MPC                           |
| 292847             | 2006 UP328 | 19 out 2006 | Kitt Peak            | Spacewatch          | —         | MPC                           |
| 292848             | 2006 UZ328 | 21 out 2006 | Mount Lemmon         | Mount Lemmon Survey | —         | MPC                           |
| 292849             | 2006 UG329 | 22 out 2006 | Kitt Peak            | Spacewatch          | —         | MPC                           |
| 292850             | 2006 UZ329 | 22 out 2006 | Mount Lemmon         | Mount Lemmon Survey | —         | MPC                           |
| 292851             | 2006 UL332 | 21 out 2006 | Apache Point         | A. C. Becker        | —         | MPC                           |
| 292852             | 2006 US334 | 20 out 2006 | Mount Lemmon         | Mount Lemmon Survey | —         | MPC                           |
| 292853             | 2006 UY334 | 21 out 2006 | Kitt Peak            | Spacewatch          | —         | MPC                           |
| 292854             | 2006 UN338 | 28 out 2006 | Mount Lemmon         | Mount Lemmon Survey | —         | MPC                           |
| 292855             | 2006 UQ338 | 31 out 2006 | Mount Lemmon         | Mount Lemmon Survey | Mitidika  | MPC                           |
| 292856             | 2006 UE341 | 26 out 2006 | Mauna Kea            | P. A. Wiegert       | —         | MPC                           |
| 292857             | 2006 US358 | 18 out 2006 | Kitt Peak            | Spacewatch          | —         | MPC                           |
| 292858             | 2006 UW360 | 23 out 2006 | Mount Lemmon         | Mount Lemmon Survey | —         | MPC                           |
| 292859             | 2006 UK361 | 22 out 2006 | Catalina             | CSS                 | —         | MPC                           |
| 292860             | 2006 VW    | 1 nov 2006  | Mount Lemmon         | Mount Lemmon Survey | —         | MPC                           |
| 292861             | 2006 VZ    | 1 nov 2006  | Kitt Peak            | Spacewatch          | —         | MPC                           |
| 292862             | 2006 VM1   | 1 nov 2006  | Mount Lemmon         | Mount Lemmon Survey | —         | MPC                           |
| 292863             | 2006 VQ2   | 3 nov 2006  | Charleston           | ARO                 | —         | MPC                           |
| 292864             | 2006 VJ3   | 9 nov 2006  | Kitt Peak            | Spacewatch          | Mitidika  | MPC                           |
| 292865             | 2006 VR3   | 9 nov 2006  | Kitt Peak            | Spacewatch          | —         | MPC                           |
| 292866             | 2006 VY3   | 9 nov 2006  | Kitt Peak            | Spacewatch          | —         | MPC                           |
| 292867             | 2006 VU4   | 9 nov 2006  | Lulin Observatory    | H.-C. Lin, Q.-z. Ye | —         | MPC                           |
| 292868             | 2006 VA6   | 10 nov 2006 | Kitt Peak            | Spacewatch          | —         | MPC                           |
| 292869             | 2006 VB6   | 10 nov 2006 | Kitt Peak            | Spacewatch          | —         | MPC                           |
| 292870             | 2006 VF8   | 11 nov 2006 | Kitt Peak            | Spacewatch          | —         | MPC                           |
| 292871             | 2006 VC12  | 11 nov 2006 | Mount Lemmon         | Mount Lemmon Survey | —         | MPC                           |
| 292872 Anoushankar | 2006 VV12  | 12 nov 2006 | Vallemare di Borbona | V. S. Casulli       | —         | MPC                           |
| 292873             | 2006 VV14  | 9 nov 2006  | Kitt Peak            | Spacewatch          | —         | MPC                           |
| 292874             | 2006 VE15  | 9 nov 2006  | Kitt Peak            | Spacewatch          | —         | MPC                           |
| 292875             | 2006 VD16  | 9 nov 2006  | Kitt Peak            | Spacewatch          | Eos       | MPC                           |
| 292876             | 2006 VH18  | 9 nov 2006  | Kitt Peak            | Spacewatch          | —         | MPC                           |
| 292877             | 2006 VZ18  | 9 nov 2006  | Kitt Peak            | Spacewatch          | —         | MPC                           |
| 292878             | 2006 VY19  | 9 nov 2006  | Kitt Peak            | Spacewatch          | —         | MPC                           |
| 292879             | 2006 VG20  | 9 nov 2006  | Kitt Peak            | Spacewatch          | —         | MPC                           |
| 292880             | 2006 VB21  | 9 nov 2006  | Lulin                | H.-C. Lin, Q.-z. Ye | Brangane  | MPC                           |
| 292881             | 2006 VX23  | 10 nov 2006 | Kitt Peak            | Spacewatch          | —         | MPC                           |
| 292882             | 2006 VN24  | 10 nov 2006 | Kitt Peak            | Spacewatch          | —         | MPC                           |
| 292883             | 2006 VS24  | 10 nov 2006 | Kitt Peak            | Spacewatch          | —         | MPC                           |
| 292884             | 2006 VZ25  | 10 nov 2006 | Kitt Peak            | Spacewatch          | Eos       | MPC                           |
| 292885             | 2006 VT27  | 10 nov 2006 | Kitt Peak            | Spacewatch          | —         | MPC                           |
| 292886             | 2006 VV27  | 10 nov 2006 | Kitt Peak            | Spacewatch          | —         | MPC                           |
| 292887             | 2006 VU29  | 10 nov 2006 | Kitt Peak            | Spacewatch          | Brangane  | MPC                           |
| 292888             | 2006 VU30  | 10 nov 2006 | Kitt Peak            | Spacewatch          | —         | MPC                           |
| 292889             | 2006 VK31  | 11 nov 2006 | Kitt Peak            | Spacewatch          | —         | MPC                           |
| 292890             | 2006 VG33  | 11 nov 2006 | Mount Lemmon         | Mount Lemmon Survey | —         | MPC                           |
| 292891             | 2006 VQ34  | 11 nov 2006 | Catalina             | CSS                 | —         | MPC                           |
| 292892             | 2006 VH35  | 11 nov 2006 | Mount Lemmon         | Mount Lemmon Survey | —         | MPC                           |
| 292893             | 2006 VT36  | 11 nov 2006 | Catalina             | CSS                 | —         | MPC                           |
| 292894             | 2006 VN38  | 12 nov 2006 | Mount Lemmon         | Mount Lemmon Survey | —         | MPC                           |
| 292895             | 2006 VQ38  | 12 nov 2006 | Mount Lemmon         | Mount Lemmon Survey | —         | MPC                           |
| 292896             | 2006 VJ40  | 12 nov 2006 | Mount Lemmon         | Mount Lemmon Survey | —         | MPC                           |
| 292897             | 2006 VF41  | 12 nov 2006 | Mount Lemmon         | Mount Lemmon Survey | —         | MPC                           |
| 292898             | 2006 VH41  | 12 nov 2006 | Mount Lemmon         | Mount Lemmon Survey | —         | MPC                           |
| 292899             | 2006 VQ41  | 12 nov 2006 | Mount Lemmon         | Mount Lemmon Survey | Mitidika  | MPC                           |
| 292900             | 2006 VU41  | 12 nov 2006 | Mount Lemmon         | Mount Lemmon Survey | —         | MPC                           |

## 292901–293000
| Designação    | Designação | Descoberta  | Descoberta   | Descobridor(es)     | Categoria | Mais informações / Referência |
| Permanente    | Provisória | Data        | Local        | Descobridor(es)     | Categoria | Mais informações / Referência |
| ------------- | ---------- | ----------- | ------------ | ------------------- | --------- | ----------------------------- |
| 292901        | 2006 VE42  | 12 nov 2006 | Mount Lemmon | Mount Lemmon Survey | —         | MPC                           |
| 292902        | 2006 VN43  | 13 nov 2006 | Catalina     | CSS                 | —         | MPC                           |
| 292903        | 2006 VH44  | 13 nov 2006 | Catalina     | CSS                 | —         | MPC                           |
| 292904        | 2006 VH46  | 9 nov 2006  | Kitt Peak    | Spacewatch          | —         | MPC                           |
| 292905        | 2006 VP48  | 10 nov 2006 | Socorro      | LINEAR              | —         | MPC                           |
| 292906        | 2006 VG49  | 10 nov 2006 | Kitt Peak    | Spacewatch          | —         | MPC                           |
| 292907        | 2006 VD50  | 10 nov 2006 | Kitt Peak    | Spacewatch          | —         | MPC                           |
| 292908        | 2006 VM51  | 10 nov 2006 | Kitt Peak    | Spacewatch          | —         | MPC                           |
| 292909        | 2006 VX51  | 11 nov 2006 | Kitt Peak    | Spacewatch          | —         | MPC                           |
| 292910        | 2006 VV53  | 11 nov 2006 | Kitt Peak    | Spacewatch          | —         | MPC                           |
| 292911        | 2006 VB55  | 11 nov 2006 | Kitt Peak    | Spacewatch          | —         | MPC                           |
| 292912        | 2006 VJ56  | 11 nov 2006 | Kitt Peak    | Spacewatch          | —         | MPC                           |
| 292913        | 2006 VM56  | 11 nov 2006 | Kitt Peak    | Spacewatch          | —         | MPC                           |
| 292914        | 2006 VS56  | 11 nov 2006 | Kitt Peak    | Spacewatch          | —         | MPC                           |
| 292915        | 2006 VP60  | 11 nov 2006 | Mount Lemmon | Mount Lemmon Survey | Mitidika  | MPC                           |
| 292916        | 2006 VS61  | 11 nov 2006 | Kitt Peak    | Spacewatch          | —         | MPC                           |
| 292917        | 2006 VD62  | 11 nov 2006 | Kitt Peak    | Spacewatch          | —         | MPC                           |
| 292918        | 2006 VQ62  | 11 nov 2006 | Kitt Peak    | Spacewatch          | —         | MPC                           |
| 292919        | 2006 VV62  | 11 nov 2006 | Kitt Peak    | Spacewatch          | —         | MPC                           |
| 292920        | 2006 VB63  | 11 nov 2006 | Kitt Peak    | Spacewatch          | —         | MPC                           |
| 292921        | 2006 VK63  | 11 nov 2006 | Kitt Peak    | Spacewatch          | —         | MPC                           |
| 292922        | 2006 VA65  | 11 nov 2006 | Kitt Peak    | Spacewatch          | —         | MPC                           |
| 292923        | 2006 VG65  | 11 nov 2006 | Kitt Peak    | Spacewatch          | —         | MPC                           |
| 292924        | 2006 VN65  | 11 nov 2006 | Kitt Peak    | Spacewatch          | —         | MPC                           |
| 292925        | 2006 VP66  | 11 nov 2006 | Catalina     | CSS                 | —         | MPC                           |
| 292926        | 2006 VR66  | 11 nov 2006 | Catalina     | CSS                 | —         | MPC                           |
| 292927        | 2006 VU66  | 11 nov 2006 | Catalina     | CSS                 | —         | MPC                           |
| 292928        | 2006 VH69  | 11 nov 2006 | Kitt Peak    | Spacewatch          | —         | MPC                           |
| 292929        | 2006 VO69  | 11 nov 2006 | Kitt Peak    | Spacewatch          | —         | MPC                           |
| 292930        | 2006 VX69  | 11 nov 2006 | Kitt Peak    | Spacewatch          | —         | MPC                           |
| 292931        | 2006 VC71  | 11 nov 2006 | Mount Lemmon | Mount Lemmon Survey | —         | MPC                           |
| 292932        | 2006 VZ72  | 11 nov 2006 | Mount Lemmon | Mount Lemmon Survey | —         | MPC                           |
| 292933        | 2006 VG73  | 11 nov 2006 | Kitt Peak    | Spacewatch          | —         | MPC                           |
| 292934        | 2006 VA74  | 11 nov 2006 | Mount Lemmon | Mount Lemmon Survey | —         | MPC                           |
| 292935        | 2006 VK76  | 12 nov 2006 | Mount Lemmon | Mount Lemmon Survey | —         | MPC                           |
| 292936        | 2006 VQ76  | 12 nov 2006 | Mount Lemmon | Mount Lemmon Survey | —         | MPC                           |
| 292937        | 2006 VS78  | 12 nov 2006 | Mount Lemmon | Mount Lemmon Survey | —         | MPC                           |
| 292938        | 2006 VW78  | 12 nov 2006 | Mount Lemmon | Mount Lemmon Survey | —         | MPC                           |
| 292939        | 2006 VS79  | 12 nov 2006 | Mount Lemmon | Mount Lemmon Survey | —         | MPC                           |
| 292940        | 2006 VY83  | 13 nov 2006 | Mount Lemmon | Mount Lemmon Survey | —         | MPC                           |
| 292941        | 2006 VA84  | 13 nov 2006 | Mount Lemmon | Mount Lemmon Survey | —         | MPC                           |
| 292942        | 2006 VE86  | 14 nov 2006 | Kitt Peak    | Spacewatch          | —         | MPC                           |
| 292943        | 2006 VJ89  | 14 nov 2006 | Kitt Peak    | Spacewatch          | —         | MPC                           |
| 292944        | 2006 VS93  | 15 nov 2006 | Mount Lemmon | Mount Lemmon Survey | —         | MPC                           |
| 292945        | 2006 VB94  | 15 nov 2006 | Mount Lemmon | Mount Lemmon Survey | —         | MPC                           |
| 292946        | 2006 VO96  | 10 nov 2006 | Kitt Peak    | Spacewatch          | —         | MPC                           |
| 292947        | 2006 VL97  | 11 nov 2006 | Kitt Peak    | Spacewatch          | —         | MPC                           |
| 292948        | 2006 VR99  | 11 nov 2006 | Catalina     | CSS                 | —         | MPC                           |
| 292949        | 2006 VC100 | 11 nov 2006 | Catalina     | CSS                 | Eos       | MPC                           |
| 292950        | 2006 VK103 | 12 nov 2006 | Lulin        | H.-C. Lin, Q.-z. Ye | —         | MPC                           |
| 292951        | 2006 VB105 | 13 nov 2006 | Kitt Peak    | Spacewatch          | —         | MPC                           |
| 292952        | 2006 VM108 | 13 nov 2006 | Kitt Peak    | Spacewatch          | —         | MPC                           |
| 292953        | 2006 VX108 | 13 nov 2006 | Palomar      | NEAT                | —         | MPC                           |
| 292954        | 2006 VN110 | 13 nov 2006 | Kitt Peak    | Spacewatch          | —         | MPC                           |
| 292955        | 2006 VC111 | 13 nov 2006 | Kitt Peak    | Spacewatch          | Ursula    | MPC                           |
| 292956        | 2006 VF111 | 13 nov 2006 | Kitt Peak    | Spacewatch          | —         | MPC                           |
| 292957        | 2006 VO111 | 13 nov 2006 | Kitt Peak    | Spacewatch          | —         | MPC                           |
| 292958        | 2006 VY112 | 13 nov 2006 | Kitt Peak    | Spacewatch          | —         | MPC                           |
| 292959        | 2006 VC113 | 13 nov 2006 | Kitt Peak    | Spacewatch          | —         | MPC                           |
| 292960        | 2006 VN113 | 13 nov 2006 | Mount Lemmon | Mount Lemmon Survey | —         | MPC                           |
| 292961        | 2006 VV114 | 14 nov 2006 | Mount Lemmon | Mount Lemmon Survey | —         | MPC                           |
| 292962        | 2006 VX120 | 14 nov 2006 | Kitt Peak    | Spacewatch          | —         | MPC                           |
| 292963        | 2006 VD121 | 14 nov 2006 | Catalina     | CSS                 | —         | MPC                           |
| 292964        | 2006 VE123 | 14 nov 2006 | Kitt Peak    | Spacewatch          | —         | MPC                           |
| 292965        | 2006 VK123 | 14 nov 2006 | Kitt Peak    | Spacewatch          | —         | MPC                           |
| 292966        | 2006 VY131 | 15 nov 2006 | Kitt Peak    | Spacewatch          | —         | MPC                           |
| 292967        | 2006 VK134 | 15 nov 2006 | Catalina     | CSS                 | —         | MPC                           |
| 292968        | 2006 VO134 | 15 nov 2006 | Catalina     | CSS                 | —         | MPC                           |
| 292969        | 2006 VL135 | 15 nov 2006 | Kitt Peak    | Spacewatch          | —         | MPC                           |
| 292970        | 2006 VH138 | 15 nov 2006 | Kitt Peak    | Spacewatch          | —         | MPC                           |
| 292971        | 2006 VK138 | 15 nov 2006 | Kitt Peak    | Spacewatch          | —         | MPC                           |
| 292972        | 2006 VL140 | 15 nov 2006 | Kitt Peak    | Spacewatch          | —         | MPC                           |
| 292973        | 2006 VQ140 | 15 nov 2006 | Kitt Peak    | Spacewatch          | —         | MPC                           |
| 292974        | 2006 VP141 | 13 nov 2006 | Kitt Peak    | Spacewatch          | —         | MPC                           |
| 292975        | 2006 VA142 | 13 nov 2006 | Catalina     | CSS                 | —         | MPC                           |
| 292976        | 2006 VE145 | 15 nov 2006 | Catalina     | CSS                 | —         | MPC                           |
| 292977        | 2006 VQ148 | 15 nov 2006 | Kitt Peak    | Spacewatch          | —         | MPC                           |
| 292978        | 2006 VL149 | 2 nov 2006  | Catalina     | CSS                 | —         | MPC                           |
| 292979        | 2006 VA150 | 9 nov 2006  | Palomar      | NEAT                | —         | MPC                           |
| 292980        | 2006 VZ150 | 9 nov 2006  | Palomar      | NEAT                | —         | MPC                           |
| 292981        | 2006 VF151 | 9 nov 2006  | Palomar      | NEAT                | —         | MPC                           |
| 292982        | 2006 VR153 | 8 nov 2006  | Palomar      | NEAT                | Phocaea   | MPC                           |
| 292983        | 2006 VP155 | 15 nov 2006 | Catalina     | CSS                 | —         | MPC                           |
| 292984        | 2006 VK168 | 11 nov 2006 | Kitt Peak    | Spacewatch          | —         | MPC                           |
| 292985        | 2006 VT168 | 1 nov 2006  | Kitt Peak    | Spacewatch          | —         | MPC                           |
| 292986        | 2006 VV168 | 8 nov 2006  | Palomar      | NEAT                | —         | MPC                           |
| 292987        | 2006 VY168 | 11 nov 2006 | Kitt Peak    | Spacewatch          | —         | MPC                           |
| 292988        | 2006 VC169 | 2 nov 2006  | Mount Lemmon | Mount Lemmon Survey | Brangane  | MPC                           |
| 292989        | 2006 VG170 | 11 nov 2006 | Mount Lemmon | Mount Lemmon Survey | —         | MPC                           |
| 292990        | 2006 VK171 | 11 nov 2006 | Mount Lemmon | Mount Lemmon Survey | —         | MPC                           |
| 292991 Lyonne | 2006 WB1   | 17 nov 2006 | Nogales      | J.-C. Merlin        | —         | MPC                           |
| 292992        | 2006 WJ6   | 16 nov 2006 | Kitt Peak    | Spacewatch          | —         | MPC                           |
| 292993        | 2006 WS6   | 16 nov 2006 | Kitt Peak    | Spacewatch          | —         | MPC                           |
| 292994        | 2006 WV6   | 16 nov 2006 | Kitt Peak    | Spacewatch          | —         | MPC                           |
| 292995        | 2006 WD9   | 16 nov 2006 | Kitt Peak    | Spacewatch          | —         | MPC                           |
| 292996        | 2006 WR11  | 16 nov 2006 | Socorro      | LINEAR              | —         | MPC                           |
| 292997        | 2006 WK12  | 16 nov 2006 | Mount Lemmon | Mount Lemmon Survey | Phocaea   | MPC                           |
| 292998        | 2006 WK16  | 17 nov 2006 | Kitt Peak    | Spacewatch          | —         | MPC                           |
| 292999        | 2006 WF17  | 17 nov 2006 | Mount Lemmon | Mount Lemmon Survey | —         | MPC                           |
| 293000        | 2006 WY17  | 17 nov 2006 | Mount Lemmon | Mount Lemmon Survey | —         | MPC                           |